# Abkürzungen/Luftfahrt/L–R
Dies ist der vierte Teil der Liste Abkürzungen/Luftfahrt.

## Liste der Abkürzungen
| Teil 1 | A                     | A |
| Teil 2 | B–D                   | B; C; D |
| Teil 3 | E–K                   | E; F; G; H; I; J; K |
| Teil 4 | L–R                   | L – (LA, LB, LC, LD, LE, LF, LG, LH, LI, LJ, LK, LL, LM, LN, LO, LP, LR, LS, LT, LU, LV, LW, LY); M – (MA, MB, MC, MD, ME, MF, MG, MH, MI, MK, ML, MM, MN, MO, MP, MR, MS, MT, MU, MV, MW, MX, MZ); N – (NA, NB, NC, ND, NE, NF, NG, NI, NK, NL, NM, NN, NO, NP, NR, NS, NT, NV, NW, NX, NY, NZ); O – (OA, OB, OC, OD, OE, OF, OG, OH, OI, OJ, OK, OL, OM, ON, OO, OP, OQ, OR, OS, OT, OU, OV, OW, OX); P – (PA, PB, PC, PD, PE, PF, PG, PH, PI, PJ, PK, PL, PM, PN, PO, PP, PQ, PR, PS, PT, PU, PV, PW, PY, PZ); Q – (QA, QC, QD, QE, QF, QH, QM, QN, QP, QQ, QR, QT, QU, QV, QZ); R – (RA, RB, RC, RD, RE, RF, RG, RH, RI, RK, RL, RM, RN, RO, RP, RQ, RR, RS, RT, RU, RV, RW, RX, RZ) |
| Teil 5 | S–Z                   | S; T; U; V; W; X; Y; Z |
| Teil 6 | russische Abkürzungen | |
| Teil 7 | Zahlen                | Zahlen |
| Teil 7 | Anhang                | NICHT berücksichtigte Abkürzungen; Sortierkriterien |
| Teil 7 | Beispiele             | Flugplan; VFR Bulletin; METAR |

### L
(zum nächsten Buchstaben – M) … (zum Anfang der Liste)
LA, LB, LC, LD, LE, LF, LG, LH, LI, LJ, LK, LL, LM, LN, LO, LP, LR, LS, LT, LU, LV, LW, LY
| L            | Lima                                                                             | Int. Buchstabieralphabet (ICAO-Alphabet) |
| L            | Locator, Locator Beacon                                                          | NDB-Platzfunkfeuer (meist in Verbindung mit ILS); schwacher NDB-Sender (ca. 25 NM garantierte Reichweite), der den Beginn des Landeanfluges markiert |
| L            | Left (RWY identification)                                                        | Links (RWY-Bezeichnung) |
| L            | Wind Correction Angel (WCA)                                                      | Luvwinkel; Vorhaltewinkel |
| L            | Low Level (Chart Designator)                                                     | niedrig (z. B. Low Level IFR Chart) |
| L            | Liter                                                                            | Liter |
| L            | Light                                                                            | Gewichtsklasse Leicht, (Maximum Take Off Weight) MTOW < 7 t |
| LA           | Low Approach                                                                     | Tiefanflug: Anfliegen einer Landebahn mit anschließendem Durchstarten ohne aufzusetzen |
| LAA          | Local Airport Advisory                                                           | |
| LAAS         | Local Area Augmentation System (GPS)                                             | Ein Allwetter-Flugzeuglandesystem, das auf der Echtzeitkorrektur eines Differential-GPS-System basiert |
| LAAS         | Low Altitude Alert System                                                        | |
| LAC          | Local Area Controller                                                            | |
| LACAC        | Latin American Civil Aviation Commission                                         | |
| LAHSO        | Land and Hold Short Operations (LAHSO-DRY; LAHSO-WET)                            | Ausgesprochen: „Lay-So“; das landende Flugzeug soll landen und sofort auf der Landebahn anhalten (hold short) – z. B. um einen Zusammenstoß mit einem anderen Objekt zu vermeiden oder wegen Gefahren auf der Landebahn – z. B. bei „Simultaneous Operations on Intersecting Runways“ (SOIR) öfters erforderlich |
| LAMA         | Light Aircraft Manufacturers Association                                         | Vereinigung der Leichtflugzeugproduzenten (USA) |
| LAME         | Licenced Aircraft Maintenance Engineer                                           | |
| LANTIRN      | Low Altitude Navigation and Targeting InfraRed for Night                         | Infrarotgesteuertes Tiefflug-Navigations- und Zielsystem für Nachteinsätze |
| LAPL         | Light Aircraft Pilot License                                                     | |
| LASORS       | Licensing, Administration and Standardisation; Operating Requirements and Safety | Britische Behörde, die unter anderem die Lizenzierung der Piloten regelt und die Anforderungen an die Fluggesellschaften definiert |
| LASU         | Large Aircraft Sector Understanding                                              | |
| LASTE        | Low Altitude Safety and Targeting Enhancement System                             | Bei der A-10 – liefert ständig den computerberechneten Einschlagpunkt von Freifallmunition |
| LAT          | Latitude                                                                         | Breitengrad (geographische Breite) |
| LAT          | Lateral                                                                          | |
| LAT          | Low-Altitude Tactics                                                             | |
| LAV          | Lavatory                                                                         | Bordtoilette, Waschraum/Toilette |
| LAW          | Landing Weight                                                                   | Gewicht des Flugzeuges bei der Landung |
| LAWRS        | Limited Aviation Weather Reporting Station                                       | |
| lb, LB       | Pound (Einzahl) (oder lbs oder LBS – Mehrzahl)                                   | Englische Pfund (Maßeinheit); Mengenangabe (Gewicht) für den Treibstoff: 1 lb = 0,45359 kg; 1 gal = ca. 3,08 kg = ca. 6,8 lbs |
| LBA          |                                                                                  | Luftfahrt-Bundesamt – die Bundesoberbehörde für die Aufgaben der Zivilen Luftfahrt in Deutschland |
| lbf.         | pound feet                                                                       | Angloamerikanische Einheit für Drehmoment – die SI-Einheit ist Nm |
| LBCM         | Locator Back Course Marker                                                       | Rückseitige Anflugkursmarkierung |
| LBM          | Locator Back Marker                                                              | Rückseitige Anflugfeuermarkierung |
| LBS oder lbs | Pounds (Mehrzahl) (oder lb – Einzahl)                                            | Pfund; 1 lb = 0,45359 kg; 1 gal = ca. 3,08 kg = ca. 6,8 lbs |
| LC           | Landing Chart                                                                    | Landekarte |
| LC           | Local Control                                                                    | |
| LCC          | Low Cost Carrier                                                                 | |
| LCD          | Liquid Crystal Display                                                           | Flüssigkristallbildschirm |
| LCF          | Low Cycle Fatigue                                                                | |
| LCF          | (Boeing 747) Large Cargo Freighter                                               | Das Boeing-Äquivalent zum Airbus Beluga |
| LCG          | Load Classification Group                                                        | |
| LCL          | Local                                                                            | örtlich |
| LCML         | Low Calorie Meal (Catering Code)                                                 | Kalorienarmes Essen – siehe: Flugzeugessen |
| LCN          | Load Classification Number                                                       | Tragfähigkeitszahl, ersetzt durch Pavement Classification Number (PCN) |
| LCO          | Limit Cycle Oscillations                                                         | (Im Zusammenhang mit Flattern) Vibrationen mit begrenzter Amplitude – schaukeln sich nicht weiter auf |
| LCOM         | Compass locator at ILS middle marker                                             | |
| LCTD         | Located                                                                          | Befindet sich |
| LCTR         | Compass Locator (Locator Beacon)                                                 | |
| LCVASI       | Low Cost Visual Approach Slope Indicator                                         | Spezielle Landebahnbefeuerung |
| LCZR         | Localizer                                                                        | |
| L/D          | Lift to Drag Ratio, Lift over Drag                                               | Gleitverhältnis (Verhältnis von dynamischem Auftrieb zu Luftwiderstand) |
| LD1          | Unit Load Device (ULD)                                                           | IATA-ID-Code für einen bestimmten Typ Luftfrachtcontainer |
| LD2          | Unit Load Device (ULD)                                                           | IATA-ID-Code für einen bestimmten Typ Luftfrachtcontainer |
| LD3          | Unit Load Device (ULD)                                                           | IATA-ID-Code für einen bestimmten Typ Luftfrachtcontainer |
| LD6          | Unit Load Device (ULD)                                                           | IATA-ID-Code für einen bestimmten Typ Luftfrachtcontainer |
| LD7          | Unit Load Device (ULD)                                                           | IATA-ID-Code für einen bestimmten Typ Luftfrachtcontainer |
| LD8          | Unit Load Device (ULD)                                                           | IATA-ID-Code für einen bestimmten Typ Luftfrachtcontainer |
| LD11         | Unit Load Device (ULD)                                                           | IATA-ID-Code für einen bestimmten Typ Luftfrachtcontainer |
| LDA          | Landing Distance Available                                                       | Verfügbare Landestrecke |
| LDA          | Localizer-Type Directional Aid (USA)                                             | Landekurs-Richtungshilfe (z. B. LDA approach) |
| LDG          | Landing                                                                          | Landung |
| LDG GR       | Landing Gear                                                                     | Fahrwerk (Flugzeug) |
| LDI          | Localizer Deviation Indicator                                                    | Landekurs-Abweichanzeiger im ADI |
| LDI          | Localizer Direction Indicator                                                    | Landerichtungsanzeiger |
| LDI          | Landing Direction Indicator                                                      | Landerichtungsanzeiger |
| LDIN         | Lead-in Lighting System, Lead-in Light System                                    | Leitfeuer |
| LDM          | Load Distribution Message                                                        | Meldung über Ladung an Bord |
| LDMCR        | Lower Deck Mobile Crew Rest                                                      | |
| LE           | Leading Edge                                                                     | Flügelnase; Flügelvorderkante; Eintrittskante (Tragfläche) |
| LE           | Left Engine                                                                      | Linkes Triebwerk |
| LED          | Leading Edge Device                                                              | Auftriebshilfe an der Flügelvorderkante; Slats |
| LED          | Light Emitting Diode                                                             | Leuchtdiode |
| LEN          | Length                                                                           | Länge |
| LEQ          | Less Than or Equal To                                                            | Das Vergleichszeichen „kleiner-oder-gleich“ (≤) |
| LERX         | Leading-Edge Root Extensions                                                     | Nasenkantenwurzelvergrößerungen (siehe auch LEX) |
| LEX          | Leading Edge Extension                                                           | Auftriebshilfe an der Flügelvorderkante |
| LF           | Low FrequencyArt. 2,Sec.I, Nr. 2.1                                               | Frequenzbereich 30 kHz bis 300 kHz, Kilometric waves (Langwelle) |
| LF           | Left Front                                                                       | Linke Vorderseite; links vorne |
| LFC          | Laminar Flow Control                                                             | Laminarisierung der Strömung durch Grenzschichtabsaugung an der gesamten Tragfläche |
| LFC          | Low Flying Chart                                                                 | Tiefflug (Navigations-)Karte (1:500.000) |
| LFE          | Landing Field Elevation                                                          | Höhe der Startbahn über Meeresniveau |
| LFG          |                                                                                  | Luftfahrtgesetz (Österreich) |
| LFL          | Landing Field Lengths                                                            | Landebahn-Länge |
| LFML         | Low Cholesterol Meal (Catering Code)                                             | Fettarmes Essen – siehe: Flugzeugessen |
| LFR          | Low Frequency Radio Range                                                        | Reichweite im Langwellenbereich |
| LFR          |                                                                                  | Luftfahrtregeln (Österreich) |
| LFT          |                                                                                  | Luftaufsicht |
| LFT          | Left                                                                             | links |
| LFT          | Lufthansa Flight Training                                                        | |
| Lfz, LFZ     | Aircraft                                                                         | Luftfahrzeug (der Oberbegriff für Flugzeug [=Airplane], Hubschrauber usw.) |
| LG           | Large                                                                            | groß |
| LG           | Low Glideslope                                                                   | Teil des Three-Bar-VASI (3°) |
| LG           | Landing Gear                                                                     | Fahrwerk (Flugzeug) |
| LGCIU        | Landing Gear Control and Interface Unit                                          | Computer zur Kontrolle des Fahrwerks (Airbus) |
| LGMM         | Logistics Policies and Procedures                                                | (Air National Guard – ANG/LGMM) |
| LGND         | Legend                                                                           | Legende (Karte) |
| LGS          | Latvijas Gaisa Satiksme                                                          | Lettische Flugsicherung |
| LGT          | Light; Lighting                                                                  | Licht, Feuer, Befeuerung, Beleuchtung |
| LGTD         | Lighted                                                                          | beleuchtet |
| LGTH         | Length                                                                           | Länge |
| LGTS         | Lights                                                                           | Lichter |
| LGTU         | Landing Gear Transfer Unit                                                       | (B737) |
| LGW          | Landing Gross Weight                                                             | |
| LH           | Left Hand                                                                        | links |
| LH           | Left Hand (Pattern)                                                              | Linksrum (Platzrunde gegen den Uhrzeigersinn fliegen) |
| LHO          | Live Human Organs (Cargo Code)                                                   | Menschliche Spenderorgane |
| LIAL         | Low Intensity Approach Lights                                                    | Schwache AnflugBefeuerung |
| LIDAR        | Light Detection and Ranging                                                      | Methode zur Entfernungs- und Geschwindigkeitsmessung – analog zu Radar – Radiowave Detection and Ranging; wird z. B. zur Erkennung und Vorhersage von Wirbelschleppen eingesetzt |
| LIFR         | Low Instrument Flight Rules                                                      | Regeln für niedrigen Instrumentenflug (Hauptwolkenuntergrenze unter 500 ft. und/oder Sichtweite unter 1 SM) |
| LIH          | Light Intensity High                                                             | Hochleistungsbefeuerung |
| LIL          | Light Intensity Low                                                              | Niederleistungsbefeuerung |
| LIM          | Light Intensity Medium                                                           | Mittelstarke Befeuerung |
| LIM          | Locator Inner Marker                                                             | |
| LIM          | Limit                                                                            | Grenze |
| LINS         | Laser Inertial Navigation System                                                 | Laser Trägheitsnavigationssystem |
| LIRCLL       | Low Intensity Runway Center Line Lights                                          | Schwache Bahnmittellichter |
| LIRL         | Low Intensity Runway Lights                                                      | Startbahnbefeuerung mit niedriger Leistung (siehe: Befeuerung) |
| LIZFW        | Loaded Index Zero Fuel Weight                                                    | (auf dem loadsheet) |
| LK           | Lake                                                                             | See |
| LK           | Lock                                                                             | Blockade, Schloss |
| LKD          | Locked                                                                           | |
| LL           | Low Level                                                                        | Auf niedrigem Niveau (z. B. LL Flt. – Low Level Flight) |
| 100LL        | Grade 100 Low Lead Gasoline                                                      | AvGas – Flugzeugtreibstoff – 100 Oktan, bleiarm |
| LLCP         | Low Level Critical Point                                                         | Ähnelt ETOPS |
| LLK          | Intercooler                                                                      | Ladeluftkühler |
| LLP          | Life-limited Part                                                                | Ein Bauteil mit vorgeschriebenen Austauschzeiten, Inspektionsintervallen oder vergleichbaren Prozeduren zur Erhaltung der Lufttüchtigkeit |
| LLV          | –                                                                                | Landeplatz-Lärmschutz-Verordnung |
| LLWAS        | Low-Level Wind Shear Alerting System, Low-Level Wind Shear Alert System          | Sensor-System an einigen großen US-Flugplätzen zur Warnung vor Windscherungen |
| LLZ          | Localizer                                                                        | Landekurssender |
| LLZ/DME      | Localizer/DME Approach                                                           | ein Nicht-Präzisionsanflug |
| LM           | Locator at Middle Marker Site                                                    | Platz-Anflugfunkfeuer am Haupteinflugzeichen (Instrumentenlandesystem) |
| LM           | Low Man                                                                          | |
| LMC          | Last Minute Change                                                               | Änderung (Wechsel) in letzter Minute |
| L/MF         | Low/Medium Frequency                                                             | Langwelle, Mittelwelle |
| LMLG         | Left Main Landing Gear                                                           | Linkes Hauptfahrwerk – Fahrwerk (Flugzeug) |
| LMM          | Compass Locator at Middle Marker, Localizer Middle Marker, Locator Middle Marker | Haupteinflugzeichen (Instrumentenlandesystem) |
| LMT          | Local Mean Time                                                                  | (Mittlere) Ortszeit |
| LMTD         | Limited                                                                          | begrenzt, beschränkt |
| L N, LN      | Left Nose                                                                        | links vorne |
| LN           | Luftfahrt-Norm                                                                   | DIN 9300 |
| LNAV, L NAV  | Lateral Navigation                                                               | Horizontal-Navigation – eine Funktion der Area Navigation (RNAV) |
| LND          | Landing                                                                          | Landen |
| LNDG         | Landing                                                                          | Landen |
| LO           | Locator at Outer Marker Site                                                     | Anflugfunkfeuer am Voreinflugzeichen (Instrumentenlandesystem) |
| LO           | Low Altitude                                                                     | Unterer Luftraum (unter Flugfläche 245 – siehe: Luftraumstruktur); untere, niedrige, schwach |
| LO           | Low                                                                              | niedrig, schwach |
| LOA          | Letter Of Authorization                                                          | Amtliches Beglaubigungsschreiben (u. a. Führerschein für Experimentalflugzeuge; LOA für RVSM zugelassenen Flugzeuge – Reduced Vertical Separation Minima) |
| LOC          | Localizer                                                                        | Landekurssender (Teil des ILS) |
| LOC          | Local; Location; located                                                         | örtlich, Ort, gelegen |
| LOCAAS       | Low Cost Autonomous Attack System                                                | Drohnensystem der US Air Force zur Bekämpfung bewaffneter und unbewaffneter Fahrzeuge |
| LOC/DME      | Localizer/DME Approach                                                           | ein Nicht-Präzisionsanflug |
| LOFT         | Line-Oriented Flight Training, engl. Line-oriented flight training               | Training im Flugsimulator mit der kompletten Besatzung, wobei repräsentative Flugsegmente abgeflogen werden, die normale Prozeduren enthalten, sowie abnormale Prozeduren und Notfallsituationen, die im Liniendienst auftreten können                                                                           |
| LOGO         | Logographic                                                                      | Siehe: Logografie |
| LOSA         | Line Operations Safety Audit                                                     | Analyse-Verfahren in der Luftfahrt durch Sammeln von sicherheitsrelevanten Daten |
| LOL          | Loss Of Licence                                                                  | Lizenzverlust (Versicherung gegen Schaden bei Lizenzverlust) |
| LO/L         | Locator; Outer (NDB)                                                             | (Platz)-Anflugfunkfeuer am Voreinflugzeichen |
| LOLI         | Loss of Lifting Conditions En Route                                              | Auftriebsverlust im Reiseflug |
| LOM          | Compass Locator at Outer Marker, Localizer Outer Marker, Locator Outer Marker    | Anflugfeuer beim Voreinflugzeichen |
| LONG         | Longitude, Longitudinal                                                          | Längengrad |
| LOP          | Line of Position                                                                 | Funkstandlinie, Standlinie |
| LOP          | Lift-Off Point                                                                   | Abhebepunkt |
| LOPA         | Layer of Protection Analysis                                                     | (Flugsicherheit) |
| LOPA         | Layout of Passenger Accommodations                                               | Beschreibung der Kabinenausstattung |
| LORAN        | Long Range Navigation System                                                     | Hyperbelnavigationsverfahren |
| LOS          | Line-of-Sight                                                                    | Sichtlinie |
| LOSA         | Line Operations Safety Audit                                                     | Verfahren zur Bewertung der Flugsicherheit im Liniendienst |
| LOV          | Limit of Validity                                                                | operative Grenze der Lebensdauer der Flugzeugstruktur auf Grundlage von Ermüdungstests |
| LOX          | Liquid Oxygen                                                                    | Flüssigsauerstoff |
| LP           | Low Pressure                                                                     | Niederdruck-… |
| LP           | Loop                                                                             | Schleife |
| LPC          | Low Pressure Compressor                                                          | Niederdruck-Verdichter |
| LPC          | Line Proficiency Check                                                           | Überprüfung der Befähigung für den Liniendienst |
| LPC          | Less Paper in the Cockpit Concept                                                | Weniger-Papier-im-Cockpit-Konzept (Airbus) |
| LPC          |                                                                                  | Luftfahrt-Presse-Club |
| LPM          | Landing Performance Monitor                                                      | |
| LPM          | Liters per Minute                                                                | Liter pro Minute |
| LPML         | Low Protein Meal (Catering Code)                                                 | eiweißarmes Essen – siehe: Flugzeugessen |
| LPO          | Long Period Oscillation                                                          | siehe Phygoide |
| LPS          | Letové Prevádzkové Služby                                                        | Slowakische Flugsicherung |
| LPT          | Low Pressure Turbine                                                             | Niederdruck-Turbine |
| LPV          | Localizer Performance with Vertical guidance                                     | Präzisions-WAAS-GPS Anflug ohne bodenseitige Installationen, als LPV200 bis zu einer Entscheidungshöhe von 200 ft. |
| LR           | Long Range                                                                       | Langstreckenflugberechtigung; Langstreckenversion eines Flugzeuges |
| LR           | Lapse Rate                                                                       | Temperaturabnahme über Höhe (0,65 °C/100 m; 2 °C/1000 Fuß) |
| LR           | Lead Radial                                                                      | Führungsradial (mindestens 2 NM vor dem Eindrehen auf den Endkurs) |
| LR           | Long Range                                                                       | Langstreckenflugberechtigung; Langstreckenversion eines Flugzeuges (z. B. Boeing 777-200LR; Airbus 319 LR) |
| LR           | Left Rear                                                                        | Links Heck |
| LRA          | Landing Rights Airport (for Initial Entry) (USA)                                 | Landerechtflughafen, für den Ersteinflug in die USA (mit Zoll – nach Vorankündigung) |
| LR-A         | Long Range ATPL                                                                  | Linienpilotenschein für Langstrecke (Langstreckenflug) |
| LRAACA       | Long Range Air Anti(-submarine-warfare) Capability Aircraft                      | Flugzeug mit großer Reichweite – zur U-Boot-Jagd |
| LRBL         | Least Risk Bomb Location                                                         | der Ort, an dem man eine Bombe ablegt, die man während des Fluges im Flugzeug findet (z. B. bei der B737: rechte hintere Tür auf der Notrutsche, unter dem Fenster) |
| LRC          | Long Range Cruise                                                                | Reisegeschwindigkeit für Langstrecke (Langstreckenflug) |
| LRCU         | Landing and Rollout Control Unit                                                 | Lande- und Ausrollkontrolleinheit (Boeing 747) |
| LRG          | Long Range                                                                       | Langstreckenflugberechtigung (Langstreckenflug) |
| LRG          | Long Range Aircraft                                                              | Langstreckenflugzeug |
| LRH          | Light Reconnaissance Helicopter                                                  | Leichter Aufklärungshubschrauber |
| LRM          | Line Replaceable Module                                                          | |
| LRN          | Long-Range Navigation                                                            | Langstreckennavigation |
| LROPS        | Long Range Operational Performance Standards                                     | Bezeichnung der EASA für ETOPS-Regeln, die für Flugzeuge mit mehr als zwei Triebwerken gelten. |
| LRRA         | Low Range Radio Altimeter                                                        | Radarhöhenmesser |
| LRU          | Line Replacement Unit, Line Replaceable Unit                                     | Schnellwechseleinheit |
| L/S          | Loadsheet                                                                        | Beladeplan – im Rahmen der Berechnung von Weight and Balance (Gewichts- und Schwerpunktberechnung) |
| LS           | Low Speed                                                                        | Niedrige Geschwindigkeit |
| LS           | Line Select                                                                      | Zeile wählen; Auswahl einer der 6 rechten oder linken Zeilen an der Control and Display Unit (Beispiel: LS6R = 6. Zeile rechts wählen) |
| LSA          | Light-Sport Aircraft                                                             | Leichtes Sportflugzeug – in den USA: maximales Abfluggewicht 600 kg, maximale Fluggeschwindigkeit im Horizontalflug 120 kt; eine Kategorie von Leichtflugzeugen |
| LSALT        | Lowest Safe Altitude                                                             | Niedrigste sichere Höhe |
| LSB          | Lower Sideband                                                                   | Unteres Seitenband (Funk) |
| LSHF         | Lower-Surface Hot Film                                                           | (Aerodynamik der Tragflächen) heiße Luftschicht an der Tragflächenunterseite bei Überschallflügen |
| LSK          | Line Select Key                                                                  | Zeilenwahl-Taste – an der Control and Display Unit |
| LSK/LV       |                                                                                  | Luftstreitkräfte/Luftverteidigung (Luftstreitkräfte der DDR) |
| LSML         | Low Sodium Meal (Catering Code)                                                  | Natriumarmes (salzarmes) Essen – siehe auch: salzfreies Essen – NSML – siehe: Flugzeugessen |
| LSO          | Landing Signal Officer                                                           | Landesignaloffizier (auf einem amer. Flugzeugträger) |
| LSP          | Limit Selector Panel                                                             | |
| LSQ          | Line Squall                                                                      | Böenlinie |
| LSR          | Loose Snow on Runway                                                             | Lockerer Schnee auf der Startbahn |
| LSTC         | Limited Supplemental Type Certificate                                            | Eingeschränkte Typenzulassung für Änderungen oder Zusatzausrüstung des Luftfahrzeuges |
| LSU          | Lavatory Service Unit                                                            | |
| LT           | Left Turn                                                                        | Linkskurve |
| LT           | Left                                                                             | linkes |
| LT           | Light                                                                            | Licht |
| LT           | Local Time                                                                       | Ortszeit |
| LTA          |                                                                                  | Lufttüchtigkeitsanweisung – vom Luftfahrt-Bundesamt (LBA) |
| LTB          |                                                                                  | Luftfahrttechnischer Betrieb |
| LTD          | Limited                                                                          | Begrenzt; beschränkt |
| LTDQTY       | Limited Quantity (Cargo Code)                                                    | Begrenzte Menge |
| LTF          | Local Training Flight                                                            | |
| LTG          | Air Transport Wing (German Air Force)                                            | Lufttransportgeschwader (z. B. Lufttransportgeschwader 62); auch engl.: Airlift Squadron – AS |
| LTH          |                                                                                  | Luftfahrttechnisches Handbuch |
| LTO          | Landing-Take-Off                                                                 | |
| LTS          | Lights                                                                           | Lichter |
| LTS          | Load and Trim Sheet                                                              | |
| LuFo         |                                                                                  | Luftfahrtsforschungsprogramm – der Bundesrepublik (bis 2008 vom Bund 160 Mio. Euro) |
| LuftBO       |                                                                                  | Betriebsordnung für Luftfahrtgerät |
| LuftGerPO    |                                                                                  | Prüfordnung für Luftfahrtgerät |
| LuftGerPV    |                                                                                  | Verordnung zur Prüfung von Luftfahrtgerät |
| LuftKostV    |                                                                                  | Kostenverordnung der Luftfahrtverwaltung |
| LuftNaSiG    |                                                                                  | Luftverkehrsnachweissicherungsgesetz (1997; Gesetz zur Sicherung des Nachweises der Eigentümerstellung und der Kontrolle von Luftfahrtunternehmen für die Aufrechterhaltung der Luftverkehrsbetriebsgenehmigung und der Luftverkehrsrechte)                                                                      |
| LuftPersV    |                                                                                  | Verordnung über Luftfahrtpersonal |
| LuftSiG      |                                                                                  | Luftsicherheitsgesetz |
| LuftVG       |                                                                                  | Luftverkehrsgesetz |
| LuftVO       |                                                                                  | Luftverkehrs-Ordnung |
| LuftVZO      |                                                                                  | Luftverkehrs-Zulassungs-Ordnung |
| LVDT         | Linear Variable Differential Transducer                                          | |
| LVL          | Level                                                                            | Längsachsenstabilisator (Mit der Option LVL steuert der Autopilot das Flugzeug mit der geringstmöglichen Schräglage bei [geringen] Windturbulenzen.) |
| LVL/CH       | Level Change                                                                     | Änderung der Flughöhe (Modus am Autopiloten) |
| LVNL         | Luchtverkeersleiding Nederland                                                   | Niederländische Flugsicherung |
| LVOR         | Low Altitude VOR                                                                 | Kurzstrecken-Drehfunkfeuer (im Gegensatz zu HVOR – High Altitude VOR) |
| LVP          | Low Visibility Procedures                                                        | Verfahren bei geringer Sicht |
| LVR          | Last Visual Reference                                                            | |
| LVSTCK       | Livestock                                                                        | Vieh |
| LVT          | Low Volume Terminal                                                              | |
| LVTO         | Low Visibility Take-Off                                                          | Start bei schlechter Sicht |
| LW           | Landing Weight                                                                   | Landegewicht |
| LW           | Left Wing                                                                        | Linke Tragfläche |
| LWF          | Lightweight Fighter                                                              | Leichter Jäger |
| LWR          | Lower                                                                            | unterer |
| LYR          | Layer                                                                            | Schicht; Wolkenschicht (siehe: Bewölkung); geschichtet |

zum Buchstabenanfang – L

### M
(zum nächsten Buchstaben – N) … (zum Anfang der Liste)
MA, MB, MC, MD, ME, MF, MG, MH, MI, MK, ML, MM, MN, MO, MP, MR, MS, MT, MU, MV, MW, MX, MZ
| M            | Mike | Int. Buchstabieralphabet (ICAO-Alphabet) |
| M            | Minus | Minus (Vorzeichen vor Zahlen; z. B. M03) |
| M            | Mach; Mach Number                                                                                            | Mach-Zahl (z. B. CRZ M78 = Reisegeschwindigkeit 0,78 Mach) |
| Mcrit, Mkrit | Critical Mach Number                                                                                         | Kritische Machzahl |
| M            | Magnetic | missweisend |
| M            | Main | z. B. Main Battery |
| M            | Medium | Gewichtsklasse mittel, (Maximum Take Off Weight) 7 t ≤ MTOW ≤ 136 t |
| M            | Economy Discount Class (IATA)                                                                                | Touristenklasse (Buchungsklasse) |
| M            | Mike – Marginal                                                                                              | GAFOR-Wetter-Code für: Bodensicht weiter als 1,5 km (und/oder) Hauptwolkenuntergrenze über 500 ft über der Bezugsfläche |
| m, M         | Metre(s) | Meter |
| M            | Month | Monat |
| MDF          | Demonstrated Diving Speed Mach Number                                                                        | Demonstrierte Bahnneigungsfluggeschwindigkeit, auch als VDF angegeben (Vdf/Mdf) |
| MMO          | Maximum Mach Operating Speed                                                                                 | Höchstzulässige Flugmachzahl (siehe: Machmeter, Kritische Machzahl) |
| Ma           | Mach-Zahl | Dimensionslose Kennzahl, die das Verhältnis der Fluggeschwindigkeit (v) zur Schallgeschwindigkeit (a) im umgebenden Medium angibt (Ma = v/a) |
| MA           | Minimum Altitude                                                                                             | Mindestflughöhe über Meeresspiegel |
| MA           | Monitor Alert                                                                                                | |
| M/A          | Missed Approach                                                                                              | Fehlanflug |
| MAA          | Maximum Authorizes IFR Altitude, Maximum Authorizes Altitude                                                 | Höchstzulassungshöhe |
| MAC          | Military Aircraft Configuration                                                                              | |
| MAC          | Military Airlift Command                                                                                     | |
| MAC          | Mean Aerodynamic Chord                                                                                       | Mittlere aerodynamische Flügeltiefe; Beispiel: bei der Startvorbereitung wird die Einstellung der Rudertrimmung als Lage des CG in „%MAC“ berechnet – dabei wird der Schwerpunkt des Flugzeuges als Prozentwert der mittleren aerodynamischen Flügeltiefe kalkuliert, woraus sich dann die genauen Werte für die Einstellung des Trimmrades ergeben (in der Praxis werden die Werte nicht berechnet, sondern aus Tabellen abgelesen) |
| %MAC         | | Siehe: MAC |
| MACG         | Marine Air Control Group                                                                                     | |
| MACTOW       | % MAC at Take off Weight                                                                                     | |
| MADARS       | Malfunction Analysis Detection And Recording System                                                          | (Lockheed C-5) |
| MAF          | Mobility Air Forces                                                                                          | (Air National Guard – ANG) |
| MAG, Mag     | Magnetic | Missweisend; magnetisch, meist ist die magnetische Missweisung des Kompasses gemeint |
| MAG          | Magneto | Zündmagnet (siehe: Zündung (Verbrennungsmotor)) |
| MAG          | Minimum Safe Grid Altitude                                                                                   | Niedrigste sichere Gitterhöhe |
| MAG          | Magnetized (Cargo Code)                                                                                      | Magnetische Materialien (siehe: Dauermagnet) |
| MAG          | Marine Air Group                                                                                             | |
| MAGSA        | Mutual Assistance Ground Service Agreement                                                                   | |
| MAHP         | Missed Approach Holding Point                                                                                | Fehlanflughaltepunkt |
| MAHWP        | Missed Approach Holding Waypoint                                                                             | Fehlanflughaltewegpunkt |
| MAINT        | Maintenance                                                                                                  | Wartung; Instandhaltung |
| MAINT        | Maintain | Beibehalten, fortsetzen |
| MALF         | Malfunction                                                                                                  | Fehlfunktion |
| MALLAW       | Maximum Allowed Landing Weight                                                                               | Maximal zulässiges Landegewicht (auch MALLW) |
| MALS         | Medium Intensity Approach Light System                                                                       | Siehe: Befeuerung |
| MALSF        | Medium-intensity Approach Light System With Sequenced Flashers                                               | MALS With Sequenced Flashers (siehe: Befeuerung) |
| MALSR        | Medium Intensity Approach Light System with Runway Alignment (with RAIL)                                     | Start- und Landebahnbefeuerung mittlerer Leistung mit Seitenreihenbefeuerung; MALS with RAIL (siehe: Befeuerung) |
| MALTOW       | Maximum Allowed Take Off Weight                                                                              | Maximal zulässiges Startgewicht |
| MALTXW       | Maximum Allowable Taxi Weight                                                                                | Maximales Rollgewicht (auch MTW – Maximum Taxi Weight) |
| MALW         | Maximum Allowable Landing Weight                                                                             | höchstzulässiges Landegewicht |
| MAMS         | Military Avionics and Mission System                                                                         | |
| MAN          | Manual | Handbuch |
| MAP          | Aeronautical Maps And Charts                                                                                 | Luftfahrtkarten |
| MAP          | Manifold Air Pressure, Manifold Pressure, Manifold Absolute Pressure                                         | Ladedruck |
| MAP          | Million Annual Passengers                                                                                    | Millionen Passagiere pro Jahr |
| MAP          | Missed Approach Procedure                                                                                    | Fehlanflugverfahren |
| MAP          | Missed Approach Point                                                                                        | Fehlanflugpunkt |
| MAP          | Mode Annunciator Panel                                                                                       | Anzeige der aktivierten Modi des Autopiloten (meist in der oberen Hälfte des Primary Flight Display – PFD – integriert – über dem Attitude Direction Indicator – ADI; links: Auto Throttle Modes; Mitte: Roll-Modes; rechts; Pitch-Modes; zeigt an, in welchem Modus der Flight Director/Autopilot ist bzw. welcher Modus gearmt ist) – auch: Flight Mode Annunciator – FMA |
| MAPT, MAPt   | Missed Approach Point                                                                                        | Fehlanflugpunkt |
| MAR          | March | März |
| MAR          | Maritim; at Sea                                                                                              | Auf See |
| MARSA        | Military Authority Assumes Responsibility For Separation Of Aircraft                                         | |
| MASI         | Mach/Airspeed Indicator                                                                                      | Kombinierte Geschwindigkeitsanzeige und Machmeter |
| MASPS        | Minimum Aviation System Performance Standard                                                                 | |
| MAST         | Mach Airspeed Indicator                                                                                      | |
| MAT          | Maintenance Access Terminal                                                                                  | (Boeing 777) |
| MATOW        | Maximum Allowable Take-Off Weight                                                                            | höchstzulässiges Startgewicht; maximal erlaubtes Startgewicht (siehe Höchstabfluggewicht) |
| MATS         | Malta Air Traffic Services                                                                                   | Flugsicherung Malta |
| MATZ         | Military Aerodrome Traffic Zone                                                                              | Verkehrszone eines militärischen Flugplatzes |
| MAV          | Micro Air Vehicle                                                                                            | Mikroflugzeug |
| MAW          | Medical Airworthiness                                                                                        | |
| MAW          | Marine Aircraft Wing                                                                                         | |
| MAWEA        | Modular Avionics and Warning Electronics Assembly, Modular Avionics Warning and Electronic Assembly          | |
| MAWP         | Missed Approach Waypoint                                                                                     | Fehlanflugwegpunkt |
| MAWTS-1      | Marine Aviation Weapons and Tactics Squadron–One                                                             | |
| MAX          | Maximum | Maximal, Höchst-… |
| MAX DIFF     | Maximum Differential                                                                                         | Maximal zulässiger Druckunterschied zwischen Kabinendruck und Außendruck |
| MAXZFW       | Maximum Allowed Zero Fuel Weight                                                                             | Maximales Leertankgewicht; maximales Luftfahrzeuggewicht ohne Treibstoff |
| MAY          | May | Mai |
| MAYDAY       | International Distress Radio Signal                                                                          | Internationales Notrufzeichen – Mayday (Notruf) |
| MB           | Magnetic Bearing                                                                                             | Missweisende Peilung |
| mb, MB       | Millibar | Millibar (Luftdruck, veraltet; 1 mbar = 1 hPa; 1 mb = 0,001 bar) – siehe: Bar (Einheit) |
| MBB          | | Messerschmitt-Bölkow-Blohm |
| MBOH         | Minimum Break Off Height                                                                                     | |
| MBS          | Millibars | Millibar (Luftdruck, veraltet; 1 mbar = 1 hPa; 1 mb = 0,001 bar) – siehe: Bar (Einheit) |
| MBS          | Militärflugzeug-Besatzungsschein                                                                             | |
| MBZ          | Mandatory Broadcast Zone                                                                                     | (Australien, Neuseeland) Luftraum, in dem zwingend Funkkontakt vorgeschrieben ist (Hörbereitschaft) – mindestens alle 20 Minuten über Funk anrufen (Position, Höhe, Absichten), die üblichen Meldungen in der Platzrunde, das Ein- und Ausfliegen aus der MBZ muss gemeldet werden; Ausdehnung: z. B. 3 NM um bestimmte Flugplätze |
| MBST         | Microburst (Downburst)                                                                                       | Herabstürzende Kaltluft (kleinräumig) – große Gefahr bei Landungen – schwer vorhersehbar |
| MC           | Magnetic Course                                                                                              | Missweisender Kurs (Missweisende Peilung) |
| MC           | Magnetic Compass                                                                                             | Magnetkompass |
| MC           | Major Component                                                                                              | |
| MC           | Master Caution                                                                                               | (Master caution light on Glare Panel) Hauptwarnlampe, die den Piloten dann veranlasst zu suchen, welche konkrete Warnlampe angegangen ist. Er bestätigt den Eingang der Warnung, indem er auf die Lampe drückt und sie so ausschaltet. Die Master Caution-Lampe ist gelb, daneben die Master Warning-Lampe (MW) ist rot und zusätzlich mit einem Warnton gekoppelt |
| MC           | Mission Console                                                                                              | |
| MCA          | Minimum Controllable Air Speed                                                                               | Minimale Geschwindigkeit, bei der das Flugzeug noch zu steuern ist |
| MCA          | Minimum Crossing Altitude                                                                                    | Minimale Überflughöhe; Mindestüberquerungshöhe |
| MCA          | Minimum Cruising Altitude                                                                                    | Mindestreiseflughöhe |
| MCA          | Military Controlled Airspace                                                                                 | Militärische Überwachungszone |
| MCA          | Major Component Assembly                                                                                     | |
| MCA          | Medium Combat Aircraft                                                                                       | (Indien) |
| MCAS         | Marine Corps Air Station                                                                                     | Flugplatz des United States Marine Corps |
| MCAS         | Maneuvering Characteristics Augmentation System                                                              | |
| MCC          | Maintenance Control Center                                                                                   | Das Maintenance Control Center überwacht den technischen Zustand der betreuten Flugzeuge weltweit am Boden und in der Luft und steuert notwendige Maßnahmen. |
| MCC          | Multi Crew Coordination; Multi Crew Cooperation; Multi-Crew Co-Operation                                     | |
| MCC          | Mission Control Center                                                                                       | |
| MCD          | Moveable Class Divider                                                                                       | Verschiebbarer Vorhang, mit dem die Klassen optisch getrennt werden |
| MCD          | Magnetic Chip Detector                                                                                       | |
| MCDU         | Multifunction Control and Display Unit, Multi-Purpose Control and Display Unit                               | Multifunktionsdisplay des Flight Management Systems |
| MCH          | Mach | (Geschwindigkeitsangabe) – z. B. MCH 81 = 0,81 M |
| MCL          | Minimum Cruising Level                                                                                       | Mindestreiseflugfläche |
| MCL          | Maximum Climb (Engine Rating)                                                                                | |
| MCLT         | Maximum Climb Thrust                                                                                         | höchstzulässiger Schub für den Steigflug |
| MCM          | Maintenance Control Manual                                                                                   | |
| MCO          | Maximum Continuous (Thrust)                                                                                  | Maximaler Dauerschub |
| MCP          | Mode Control Panel                                                                                           | Bedieneinheit des Autopiloten und Autothrottle (siehe Schubhebel) – (bei großen Flugzeugen) – direkt unterhalb der Frontscheibe – in der Mitte zwischen beiden Piloten |
| MCP          | Maximum Continuous Power                                                                                     | Dauerleistung, siehe: Maximum Continuous (Thrust) – MCO |
| MCR          | Maximum Cruise Thrust                                                                                        | Maximalschub für Reiseflug |
| Mcrit        | | Kritische Machzahl – Strömungsgeschwindigkeit, die an einem Punkt der Flugzeugzelle oder des Flügels die Schallgeschwindigkeit erreicht |
| MCRT         | Maximum Cruise Thrust                                                                                        | höchstzulässiger Schub für den Reiseflug |
| MCT          | Minimum Cost Track                                                                                           | Flugweg der zu den geringsten Kosten führt (Treibstoff, Überfluggebühren etc.), sehr häufig benutztes Optimierungs-Kriterium bei der Flugwegplanung |
| MCT          | Maximum Continuous Thrust                                                                                    | Maximaler Dauerschub; Dauerleistung eines Triebwerks |
| MCT          | Maximum Cruise Thrust                                                                                        | Höchstreiseschub (Triebwerk) |
| MCT          | Minimum Connecting Time                                                                                      | Mindestumsteigezeit an einem Flughafen |
| MCU          | Modular Concept Unit                                                                                         | |
| MD           | Design Dive Mach                                                                                             | Ausgelegte Machzahl für den Sturzflug |
| MDA          | Minimum Descent Altitude                                                                                     | Sinkflugmindesthöhe über MSL |
| MDA(H)       | Minimum Descent Altitude (Height)                                                                            | |
| MDC          | Military Diplomatic Clearance                                                                                | Diplomatic Clearance |
| MDH          | Minimum Descent Height                                                                                       | Sinkflugmindesthöhe über Schwelle (bezieht sich nur auf Nichtpräzisionsanflüge) |
| MDI          | Moving Dial Indicator                                                                                        | Eine Variante von drei ADF-Anzeigegeräten (Funknavigation) |
| MDI          | Minimum Departure Interval                                                                                   | Mindestabflugintervalle |
| MDL          | Module | Modul |
| MDS          | Maintenance Diagnostic System                                                                                | Wartungs-Diagnose-System |
| MDT          | Minimum Distance Track                                                                                       | Flugweg mit der kleinsten Distanz, selten benutztes Flugwegoptimierungs-Kriterium |
| MDT          | Mountain Day Time                                                                                            | |
| ME           | Multi Engine                                                                                                 | Mehrmotorig |
| MEA          | Minimum En-Route (IFR) Altitude; Minimum Enroute Altitude; Minimum Safe En-Route Altitude                    | Reiseflugmindesthöhe; Sicherheitsmindesthöhe; minimale Höhe für eine Flugroute; IFR-Mindeststreckenhöhe |
| MEARTS       | Micro-En-Route Automated Radar Tracking System                                                               | |
| MEC          | Maximum Endurance Cruise                                                                                     | Reisegeschwindigkeit für maximale Flugdauer (geringster Treibstoffverbrauch je Zeiteinheit – wird z. B. gewählt, wenn am Zielflugplatz eine erforderliche Wetterbesserung erst nach einer längeren Zeitspanne prognostiziert ist und die Zeit mit dem Warten auf Wetterbesserung „totgeschlagen“ werden muss. Wenn noch langsamer geflogen wird, erhöht sich jedoch der Anstellwinkel und damit der Luftwiderstand und der Treibstoffverbrauch – und die maximal mögliche Flugdauer verkürzt sich wieder) – nicht mit Geschwindigkeit für maximale Reichweite zu verwechseln |
| MEC          | Main Engine Control                                                                                          | |
| MEC          | Main Equipment Center                                                                                        | |
| MED          | Medium | mittelstark |
| MEDA         | Maintenance Error Decision Aid                                                                               | Programm zur Untersuchung menschlicher Fehler |
| MEDA         | Medical Case (Passenger)                                                                                     | Pflegefall-Passagier |
| MEF          | Maximum Elevation Figures                                                                                    | Höhe des höchsten Hindernisses in einem Gebiet plus Sicherheitshöhe (auf Flugkarten) |
| MEG          | Monoethylene Glycol                                                                                          | Mono-Ethylenglycol – (Flugzeugenteisung) |
| MEHT         | Minimum Eye Height Over Threshold                                                                            | Mindestaugenhöhe über der Schwelle (MEHT = EWH (eye wheel height) + WTH (wheel height over threshold)) |
| MEI          | Multi Engine Instructor                                                                                      | |
| MEIR         | Multi Engine Instrument Rating                                                                               | |
| MEL          | Minimum Equipment List                                                                                       | Mindestausrüstungsliste |
| MEM          | Memory | Speicher |
| MEM          | Memorial | Denkmal |
| MEML         | Memorial | Denkmal, Gedenk-… |
| MEP          | Multi Engine Piston                                                                                          | |
| MESZ         | Central European Summertime (CEST)                                                                           | Mitteleuropäische Sommerzeit |
| MET          | Meteorological; Meteorology                                                                                  | Wetter; Wetterkunde, meteorologisch, wettermäßig |
| METAR        | Meteorological Aviation Routine Weather Report; Aviation Routine Weather Report; Aerodrome Actual MET Report | Planmäßige Flugwettermeldung; aktuelle Flugplatz-Wetterinformation |
| METO         | Maximum Except Take-Off Power, Maximum Power Except Take-Off, Maximum Continuous Power                       | Höchstzulässige Dauerleistung (wird nur für Kolben-Verbrennungsmotoren verwendet) |
| MEW          | Manufacturer’s Empty Weight                                                                                  | |
| MEZ          | Central European Time CET                                                                                    | Mitteleuropäische Zeit |
| MF           | Medium FrequencyArt. 2,Sec.I, Nr. 2.1                                                                        | Frequenzbereich 300 kHz bis 3 000 kHz, Hectometric wave (Mittelwelle ) |
| MFA          | Minimum Flight Altitude                                                                                      | Minimale Flughöhe |
| MFD          | Multifunction-Display                                                                                        | Mehrzweckanzeige; umschaltbare Anzeige |
| MFD          | Manufacture date                                                                                             | Produktionsdatum |
| MFF          | Mixed Fleet Flying                                                                                           | |
| MFG          | Naval Air Wing (GNY, East German Navy)                                                                       | Marinefliegergeschwader (siehe: Marineflieger) |
| MFL          | Maintain Flight Level                                                                                        | |
| MFS          | Militärflugzeug-Führerschein                                                                                 | |
| MFT          | Minimum Fuel Track                                                                                           | Flugweg mit dem geringsten Kraftstoffverbrauch, häufig benutztes Optimierungs-Kriterium bei der Flugwegplanung |
| MFW          | Maximum Fuel Weight                                                                                          | Flugzeuggewicht |
| MGA          | Minimum Safe Grid Altitude, Minimum Grid Altitude                                                            | Sicherheitsmindesthöhe |
| MGSIA        | Minimum Glideslope Intercept Altitude                                                                        | Die niedrigste veröffentlichte Höhe bei einem ILS-Anflug, mit der der Gleitpfad angeflogen werden darf (Final Approach Segment – Endanflugsegment) |
| MgN          | Magnetic North                                                                                               | Magnetkompass Nord |
| MGR          | Manager | |
| MGT          | Management                                                                                                   | (z. B. PWR MGT – Power Management Selector) |
| MH           | Magnetic Heading                                                                                             | Missweisender Steuerkurs (mwSK); magnetischer Steuerkurs, Kompasskurs |
| MH           | Man Hour | Mannstunde (Personenstunde) |
| MHA          | Minimum Holding Altitude                                                                                     | Niedrigste Wartehöhe (siehe: Warteschleife) |
| MHC          | Mile High Club                                                                                               | Sex im Flugzeug – in mindestens 1 Meile Flughöhe – 5.280 ft |
| MHz, MHZ     | Mega Hertz                                                                                                   | Megahertz (1 MHz = 1.000.000 Hertz) |
| MI           | Shallow | Flach; am Boden (Wetterschlüssel für METAR und TAF) – französisch: mince |
| MI           | Medium Intensity (Lights)                                                                                    | mittelstark (Lichter) |
| MI           | Miles | Meilen (Landmeile) |
| MIA          | Minimum IFR Altitude                                                                                         | |
| MIAL         | Medium Intensity Approach Lights                                                                             | Mittelstarke Anflugbefeuerung |
| MIALS        | Medium Intensity Approach Light System                                                                       | Mittelstarkes Anflugbefeuerungssystem |
| MIAS         | Miles per Hour Indicated Airspeed                                                                            | Angezeigte Geschwindigkeit in Meilen (statute mile); im Gegensatz zu KIAS (Knots Indicated Airspeed – angezeigte Geschwindigkeit in Knoten) |
| MIC          | Microphone                                                                                                   | Mikrofon |
| MID          | Middle | mittlere (z. B. "wind limitations relative to the MID anemometer" - APP chart für LPMA) |
| MID          | Middle East                                                                                                  | Mittlerer Osten (ICAO-Region) |
| MIDO         | Manufacturing Inspection District Office                                                                     | FAA-Außenbüro |
| MIDS         | Multifunctional Information Distribution System                                                              | |
| MIFG         | Shallow fog                                                                                                  | Flacher Nebel, Wiesennebel |
| MIL          | Military | militärisch |
| MIL          | Military Airfield                                                                                            | Militärflugplatz |
| MIN          | Minute(s) | Minute(n) |
| MIN          | Minimum | mindestens (Beispiel: separation MIN – Mindeststaffelungsabstände) |
| MINS         | Minimums | |
| MINTOF       | Minimum Take-Off Fuel                                                                                        | |
| MINTOW       | Minimum Take-Off Weight                                                                                      | Minimales Startgewicht |
| MIOC         | Multifunction Integrated Optic Chip                                                                          | Optischer Baustein |
| MIRL         | Medium Intensity Runway Lights                                                                               | Start- und Landebahnbefeuerung mit mittlerer Leistung |
| MISC         | Miscellaneous                                                                                                | Diverses |
| MITO         | Minimum Interval Take Off                                                                                    | Startfolge mit geringst möglichem Abstand |
| MIX          | Mixture Control                                                                                              | Gemischregler für das Triebwerk (siehe: Kraftstoffsystem) |
| MKGS         | Markings | Markierungen |
| MKR          | Marker | Markierung |
| MKR          | Marker Radion Beacon                                                                                         | Markierungsfunkfeuer |
| MKR BCN      | Marker Radion Beacon                                                                                         | Markierungsfunkfeuer |
| MLAW         | Maximum Landing Weight                                                                                       | Höchstlandegewicht |
| MLDI         | Meter List Display Interval                                                                                  | |
| MLG          | Main Landing Gear                                                                                            | Hauptfahrwerk (Fahrwerk (Flugzeug)) |
| MLO          | Mishandled Load Office                                                                                       | Baggage Tracing |
| MLS          | Microwave Landing System                                                                                     | Mikrowellenlandesystem |
| MLU          | Mid-Life Update                                                                                              | Umrüstung eines Flugzeugs nach Ablauf der halben Nutzungsdauer |
| MLW          | Maximum Landing Weight, Maximum Certificated Landing Weight, Maximum Allowable Landing Weight                | höchstzulässiges strukturelles Landegewicht; maximale Landemasse; Höchstlandegewicht; maximal zugelassenes Landegewicht |
| MM           | Middle Marker                                                                                                | Haupteinflugzeichen (Der Empfang des Haupteinflugzeichens wird im Cockpit durch ein gelbes Blinklicht (amber light) und ein dazugehöriges akustisches Signal (kurz-lang) angezeigt.) |
| MM           | Maintenance Manual                                                                                           | Wartungshandbuch |
| MM           | Month | Monat (zweistelliges Format: 01, 02, … , 12) |
| MMA          | Multi-Mission Maritime Aircraft                                                                              | Mehrzweck-Seefernaufklärer; Allzweck-Marineflugzeug |
| MMD          | Master Monitor Display                                                                                       | (Fighter Cockpit) |
| MMEL         | Master Minimum Equipment List                                                                                | |
| MMI          | Human-Machine Interface, User Interface                                                                      | Mensch-Maschine-Interface, Mensch-Maschine-Schnittstelle |
| MMLS         | Military Microwave Landing System                                                                            | Militärisches Mikrowellenlandesystem |
| MMO          | Maximum Mach Operating Speed, Maximum Operating Speed In Mach Number                                         | Höchstzulässige Flugmachzahl (siehe: Kritische Machzahl) |
| MMR          | Multi-Mode Receiver                                                                                          | Mehrfrequenz-Empfänger |
| MMR          | Mach Meter Reading                                                                                           | Geschwindigkeitsanzeige am Machmeter |
| MN           | Magnetic North                                                                                               | Magnetisch Nord |
| MN           | Mach Number                                                                                                  | Mach-Zahl |
| MN           | Main | Haupt-… |
| MND          | Mound | Hügel |
| MNH          | Mach Number Hold; Hold Mach Number                                                                           | Geschwindigkeit in Mach halten (Option am Autopiloten; dazu muss die automatische Schubkontrolle aktiviert sein) |
| MNM          | Minimum | Mindest (Beispiel: MNM noise routes) |
| MNPS         | Minimum Navigation Performance Specifications                                                                | Spezifikation für Mindestnavigationsleistung; von FL285 bis FL420 (usable cruising levels: from FL290 to FL410 inclusive); nördlich von 27° N - 90° N über dem Atlantik und von FL330 bis FL410 über Kanada; nur für Flugzeuge mit genehmigten Präzisions-Langstreckennavigationsverfahren: seitliche Staffelung 60 NM (statt 120 NM), Höhenstaffelung 1.000 ft; Zeitstaffelung (longitudinal) 10 min (statt 30 min) |
| MNR          | Minimum Noise Routing                                                                                        | Abflugstrecken für die geringste Lärmbelastung |
| MNT          | Monitor | Überwachen |
| MNTN         | Maintain | Beibehalten (z. B. die Höhe oder den Kurs) |
| MOA          | Military Operations Area                                                                                     | Militärisches Operationsgebiet; militärisches Übungsgebiet |
| MOA          | Minimum Operating Altitude                                                                                   | |
| MOC          | Minimum Obstacle Clearance                                                                                   | Hindernismindestabstand |
| MOC          | Maintenance Operation Control                                                                                | |
| MOCA         | Minimum Obstacle Clearance Altitude, Minimum Obstruction Clearance Altitude                                  | niedrigste Flughöhe, die mindestens 1000 ft Hindernisfreiheit gewährleistet |
| MOD          | Moderate | mäßig (z. B. MOD ICING) |
| MOD          | Modify | Modifizieren |
| MOD          | Modification; Modify                                                                                         | Änderung |
| MOD          | Module | Modul |
| Mode A       | SSR Mode A                                                                                                   | SSR Mode A (entspricht IFF Mode 3A) der am SSR-(IFF-)Transponder Bedienfeld eingegebene 4 stellige Octalcode wird vom Transponder auf eine SSR (IFF) Mode A Abfrage auf 1030 MHz, auf 1090 MHz als Pulsetelegram aussendet |
| Mode C       | Transponder-Einstellung                                                                                      | Zusätzlich zu Mode A(/3) Höhenangabe bezogen auf 1013,2 hPa; Impulslänge 21 ms |
| Mode S       | Discrete addressable secondary radar system with data link                                                   | Transponder-Einstellung: Zusätzlich zu Mode C(/3) Datenblock enthält: Adresse, Höhe, Flugzeugidentifizierung, Status LFZ am Boden oder in der Luft), Ausweichempfehlungen vom bordeigenen TCAS (sofern vorhanden) |
| MOE          | Maintenance Organisation Exposition                                                                          | |
| MOF          | Maintenance Operations Flight                                                                                | (Air National Guard – ANG) |
| MOGAS        | Motor Gasoline                                                                                               | Tankstellen-Superbenzin – MoGas |
| MOML         | Moslem Meal (Catering Code)                                                                                  | Moslemisches Essen – siehe: Flugzeugessen |
| MON          | Monday | Montag |
| MON          | Monitor | Bildschirm; beobachten |
| MON          | Above Mountains                                                                                              | Über Bergen; über dem Gebirge |
| MOPS         | Minimum Operational Performance Standards                                                                    | |
| MOPSC        | Maximum Operational Passenger Seating Configuration                                                          | |
| MORA         | Minimum Off-Route Altitude                                                                                   | eine von Elrey B. Jeppesen berechnete Minimalflughöhe, die innerhalb eines Korridors von 10 nm beiderseits der Mittellinie der Luftstraße, bis zu einer Hindernishöhe von 5000 ft eine Hindernisfreiheit von 1000 ft und darüber eine Hindernisfreiheit von 2000 ft sichert; die MORA ist bei einem Notsinkflug wichtig |
| MoSe         | | Motorsegler |
| MOT          | Ministry of Transport                                                                                        | Verkehrsministerium (kanadische Luftfahrtbehörde) |
| MOTNE        | Meteorological Operational Telecommunications Network Europe                                                 | Flugmeteorologisches Netzwerk aller bedeutenden europäischen Flughäfen |
| MoU          | Memorandum of Understanding                                                                                  | Flugzeugkauf |
| MOV          | Moving | sich bewegend |
| MP           | Maintenance Period                                                                                           | Wartungsintervall |
| MP           | Manifold Pressure                                                                                            | Ladedruck |
| MPA          | Maritime Patrol Aircraft                                                                                     | Seefernaufklärer |
| MPA          | Man Powered Aircraft                                                                                         | Muskelkraft-Flugzeug |
| MPC          | Maximum Power Check                                                                                          | Hubschrauber |
| MPD          | Maintenance Planning Document, Maintenance Planning Data                                                     | Wartungsplanung |
| MPH          | Statute Miles per Hour                                                                                       | Landmeile(n) je Stunde (1,608 km/h) |
| MPI          | Major Periodic Inspection                                                                                    | Große (Jahres-)Nachprüfung |
| MPL          | Multi-Crew Pilot License                                                                                     | neue Linienpilotenlizenz seit November 2006. Während bei einer ATPL die Ausbildung schrittweise erfolgt (Privat Pilot License – PPL; commercial Pilot License mit Instrument Rating – CPL IR; Airline Transport Pilot License – ATPL, Multi Crew Coordination – MCC), findet bei der MPL-Ausbildung nur eine einzige Prüfung am Ende statt. Während der Ausbildung wird sehr früh mit der Arbeitsteilung zwischen Pilot Flying und Pilot Monitoring begonnen. Gegenüber der herkömmlichen Ausbildung gibt es statt realer Flugstunden wesentlich mehr Simulatorstunden. Ziel der MPL ist die Vorbereitung von Linienpiloten innerhalb von 18 Monaten. Damit ist die MPL Ausbildung kürzer als die ATPL Ausbildung, bei gleichem Arbeitsbereich für die Piloten. Die MPL ist der direkte Ausbildungsweg zum Linienpiloten. Der bisherige Ausbildungsweg eines Linienpiloten mit ATPL erfolgt besonders in der Anfangsphase mit Flugzeugen, Ausrüstung und Verfahren, mit denen er dann als Linienpilot nichts mehr zu tun hat. Die Flugcharakteristik der Flugzeuge, auf denen die herkömmliche Ausbildung der Linienpiloten mit ATPL erfolgt, hat nicht viel mit den späteren Flugzeugen im Liniendienst zu tun. Für die Lizenz sind 240 Flugstunden Gesamtflugerfahrung erforderlich, die im Simulator und bei realen Flügen absolviert werden. Da die ICAO nicht die Anzahl der realen Flugstunden – actual flight time – vorschreibt, kommt es in der Praxis zu einer Erhöhung der wesentlich billigeren Simulatorstunden zu Lasten der realen Flugstunden. Allerdings haben Simulatorstunden in vielen Situationen (TEM, CRM, in-flight emergencies, TCAS Warnungen und Reaktionen, GPWS Warnungen, Rauch und Feuer an Bord, Passagierevakuierung) einen höheren Lerneffekt, da die Situation angehalten werden kann und Fehler oder Probleme sofort aufgezeigt, besprochen und korrigiert werden können. Die reale Flugzeit (actual flying time) muss aber mindestens den Stundenanforderungen für Private Pilot Licence plus Instrumentenausbildung und Nachtflugberechtigung entsprechen – das sind ungefähr 60 bis 120 reale Flugstunden sowie 12 Landungen. Die MPL-Schüler werden in ihrer Ausbildung wesentlich eher auf Crew Resource Management – CRM – und Threat and Error Management – TEM – geschult. Die Flugzeit in einmotorigen Flugzeugen, insbesondere nicht von Lehrern überwachte Flüge (Soloflugstunden in Kleinflugzeugen), wird auf ein Minimum reduziert. Die MPL-Ausbildung ist für Flugschüler ohne vorherige Flugerfahrung und Pilotenlizenzen gedacht. Die MPL soll die ATPL, so wie sie in den letzten 50 Jahren entwickelt wurde, verdrängen, um den zunehmenden Pilotenbedarf der Fluggesellschaften kostengünstig und bedarfsgerechter zu decken. Die MPL-Ausbildung umfasst die Ausbildung in den Standard Operating Procedures (SOP), die Airline-spezifisch sind, weshalb der Ausbilder die SOPs der entsprechenden Airline beherrschen muss. Eine MPL-Lizenz wird von allen ICAO-Staaten gegenseitig anerkannt. Die MPL ist auf das Zweimanncockpit moderner Verkehrsflugzeuge zugeschnitten. Wie auch bisher reicht es, wenn der zweite Pilot nur ein CPL hat, nur ein Pilot im Zweimanncockpit benötigt ein MPL bzw. ATPL. MPL-Piloten dürfen nur mit Einschränkungen (Mindestflugerfahrung – actual flight time) in einem Einmanncockpit fliegen. |
| MPL          | Master Parts List                                                                                            | Document listing all parts |
| MPLA         | Multi-Crew Pilot License                                                                                     | siehe: MPL |
| MPP          | Most Probable Position                                                                                       | Wahrscheinlichster Standort |
| MPS, mps     | Metre(s) Per Second                                                                                          | Meter pro Sekunde |
| MPS          | Mission Planning System                                                                                      | |
| MPW          | Maximum Permissible Weight, Maximum Permitted Weight                                                         | Zulässiges Höchstgewicht |
| MR           | Medium Range                                                                                                 | Mittelstrecken-…; mittlere Reichweite |
| MR           | Maintenance Release                                                                                          | |
| MRA          | Minimum Reception Altitude                                                                                   | Empfangsmindesthöhe; niedrigste Empfangshöhe für Funkempfang |
| MRA          | Multi-Role Aircraft                                                                                          | Mehrzweckflugzeug |
| MRB          | Maintenance Review Board                                                                                     | hat die Aufsicht über die Entwicklung der Wartungsprogramme und besteht heutzutage aus Spezialisten der zuständigen Behörden, der Operators, TCH/STCH, sowie den Herstellern der Systeme; das MRB erstellt den Maintenance Review Board Report (MRBR) |
| MRB          | Material Review Board                                                                                        | Durch das Qualitätsmanagement initiiertes Entscheidungsgremium zum Lösen von aufgetretenen Materialproblemen |
| MRBR         | Maintenance Review Board Report                                                                              | Grundlage für Hersteller/Betreiber für ein zu erstellendes Wartungsprogramm |
| MRC          | Maximum Range Cruise                                                                                         | Reiseflug-Geschwindigkeit, die die höchste Reichweite erlaubt |
| MRCA         | Multi-Role Combat Aircraft                                                                                   | Mehrzweckkampfflugzeug |
| MRG          | Medium Range                                                                                                 | Mittlere Reichweite |
| MRK          | Marker | Markierer |
| MRKA         | | Mehrstufige Reisegepäckkontrollanlage |
| MRL          | Medium Intensity Runway Edge Lighting                                                                        | Pistenrandbefeuerung mit mittlerer Intensität |
| MRM          | Manufacturing Resource Management                                                                            | Ein System zur umfassenden Verbesserung der Geschäftsprozesse (von Boeing angewendet) – meist im Zusammenhang mit DCAC/MRM (Define and Control Airplane Configuration/Manufacturing Resource Management) |
| MRO          | Maintenance, Repair, Overhaul                                                                                | Luftfahrzeug-Instandhaltung |
| MRT          | Modified Rhyme Test                                                                                          | Test bei Militärflugzeugen zur Einschätzung der Sprachverständlichkeit eines Kommunikationssystems |
| MRVA         | Minimum Radar Vectoring Altitude                                                                             | Radarführungsmindesthöhe |
| MRW          | Maximum Ramp Weight                                                                                          | Höchstabrollgewicht; höchstzulässiges Rollgewicht |
| MS           | Margin of Safety                                                                                             | Vorhandene, rechnerische Bruchlast |
| MS           | Minus | Minus |
| MSA          | Minimum Safe Altitude                                                                                        | Sicherheitsflughöhe, Mindestsicherheitsflughöhe |
| MSA          | Minimum Sector Altitude                                                                                      | Sektor-Mindesthöhe; Mindestsektorenhöhe (Jeppesen Airway Manual) |
| MSAS         | MTSAT (Multifunctional Transport Satellite System) Space-based Augmentation System                           | Japanisches GPS (Pendant zum europäischen EGNOS) |
| MSAW         | Minimum Safe Altitude Warning                                                                                | |
| MSB          | Most Significant Bit                                                                                         | siehe: Bitwertigkeit |
| MSEC         | Milliseconds                                                                                                 | Millisekunden |
| MSG          | Maintenance Steering Group                                                                                   | Vertreter der Hersteller, Airlines, sowie Gesetzgeber zur Erstellung von Wartungsprogrammen |
| MSG          | Message | Meldung, Mitteilung, Nachricht |
| MSI          | Maintenance Significant Items                                                                                | Identifikation der Teile, die Wartung bedürfen; Bauteile müssen Auswirkungen auf die Sicherheit haben, zu verstecktem Versagen führen oder bedeutenden Einfluss auf die Wirtschaftlichkeit haben, um als MSI eingeordnet zu werden |
| MSL          | Mean Sea Level                                                                                               | Mittlerer Meeresspiegel (entspricht in Deutschland NHN – Normalhöhennull); mittlere Höhe des Meeresspiegels, Bezugshöhe Meeresspiegel; barometrische Höhe über dem Meeresspiegel; mittleres Meeresspiegelniveau |
| MSME         | Master of Science in Mechanical Engineering                                                                  | akademischer Grad als Abschluss einer Hochschulausbildung im Fachbereich Maschinenbau |
| MSN          | Manufacturer Serial Number                                                                                   | Seriennummer des Flugzeuges (zur eindeutigen Identifizierung) – wird jedem Flugzeug bereits während seiner Produktion vom Herstellungsbetrieb zugewiesen (die Nummerierung der Flugzeuge muss nicht der Reihenfolge der Herstellung entsprechen) |
| MSO          | Mission Systems Operator                                                                                     | |
| MSP          | Maintenance Service Plan                                                                                     | Wartungsplan, Wartungsvertrag |
| M SPD        | Manual Speed                                                                                                 | |
| MSSR-SA      | Mono-Pulse Secondary Surveillance Radar Stand-Alone                                                          | Mittelbereichsrundsicht-Sekundärradaranlage für die Streckenkontrolle |
| MST          | Mountain Standard Time                                                                                       | (Zeitzone) |
| MSTR         | Master | |
| MSU          | Mode Selector Unit                                                                                           | (Boeing 747) |
| MT           | Magnetic Track                                                                                               | Missweisender Kurs über Grund |
| MT           | Maximum top                                                                                                  | |
| MT           | Metric Ton                                                                                                   | Tonne (Einheit) (1 t = 2204,6 lbs) |
| MT           | Mountain, Mount                                                                                              | Gebirge |
| MT           | Mach Trim | |
| MT OBSC      | Mountain Obscuration                                                                                         | Berge ganz oder teilweise in Wolken |
| MTA          | Military Training Area                                                                                       | Militärisches Übungsgebiet |
| MTAT         | Minimum Turn-Around Time                                                                                     | |
| MTBF         | Mean Time Between Failures                                                                                   | Mittlerer Ausfallabstand |
| MTBUR        | Mean Time Between Unscheduled Removal                                                                        | Mittlerer Zeitabstand des ungeplanten Geräteaustauschs wegen Ausfall |
| MTCA         | Minimum Terrain Clearance Altitude                                                                           | Niedrigste Geländefreihöhe |
| MTCA         | Military Terminal Control Area                                                                               | Überwachtes militärisches Fluggebiet |
| MTE          | Manual Test Equipment                                                                                        | |
| MTG          | Miles to Go                                                                                                  | |
| MTHLY        | Monthly | monatlich |
| MTI          | Moving Target Indicator                                                                                      | |
| MTMA         | Military Terminal Control Area                                                                               | Militärischer Abschnitt eines Flughafens |
| MTN          | Mountain | Gebirge |
| MTOM         | Maximum Take-Off Mass                                                                                        | Höchstabfluggewicht (Maximale Startmasse) |
| MTOP         | Maximum Take-Off Power                                                                                       | |
| MTOW         | Maximum Take-Off Weight                                                                                      | Höchstabfluggewicht (Maximales Startgewicht); maximale Startmasse; max. zulässiges Startgewicht; höchstzulässiges Startgewicht |
| MTR          | Military Training Route                                                                                      | Militärische Trainingsstrecke (Instrument – IR, Visual – VR) |
| MTR          | Magnetic Track                                                                                               | Magnetischer Kurs über Grund |
| MTS          | Mach Trim System                                                                                             | |
| MTT          | Minimum Time Track                                                                                           | Flugweg, der zur kürzesten Flugzeit führt, dies ist nicht zwingend der kürzeste oder günstigste Flugweg |
| MTTA         | Minimum Time Track Analysis                                                                                  | |
| MTTF         | Mean Time to Failures                                                                                        | Mittlere Zeit bis zum Ausfall |
| MTTT         | Minimum Turn-Around Time                                                                                     | |
| MTW          | Maximum Taxi Weight                                                                                          | Maximales Rollgewicht, auch MALTXW (Maximum Allowable Taxi Weight) |
| MTWA         | Maximum Total Weight Authorized                                                                              | Maximal zulässiges Gesamtgewicht |
| MU           | Management Unit                                                                                              | (ACARS – Aircraft Communications Addressing and Reporting System) |
| MUFL         | Minimum Usable Flight Level                                                                                  | niedrigste nutzbare Flugfläche |
| MUH          | Minimum Use Height                                                                                           | |
| MULTICOM     | Self-Announcing Radio Frequency                                                                              | Automatischer Ansagedienst; Funkfrequenz an US-Flugplätzen ohne Kontrollturm, FSS (Flight Service Station) oder UNICOM |
| MUN          | Municipal | städtisch; Stadt-… |
| MUTA         | Military Upper Traffic Control Area                                                                          | |
| MUX          | Multiplexer, Multiplex                                                                                       | Multiplexer (ein Selektionsschaltnetz, mit dem aus einer Anzahl von Eingangssignalen eines ausgewählt werden kann) |
| MVA          | Minimum Vectoring Altitude                                                                                   | |
| MVFR         | Minimum Visual Flight Rules; Marginal Visual Flight Rules; Marginal VFR                                      | Sonder-VFR Regeln; Sonder-Sichtflug-Regeln (Hauptwolkenuntergrenze zwischen 1000 und 3000 ft. und/oder Sichtweite 3–5 SM) |
| MVT          | Movement Control Message                                                                                     | Flugzeugbewegungsmeldung |
| MW           | | Missweisung (Ortsmissweisung) |
| mwK          | Magnetic Track (MT)                                                                                          | Missweisender Kurs über Grund |
| mwSK         | Magnetic Heading (MH)                                                                                        | Missweisender Steuerkurs |
| mwN          | | Missweisend Nord |
| MWO          | Meteorological Watch Office                                                                                  | Flugwetterüberwachungsstation |
| MW           | Master Warning                                                                                               | (Master warning light on Glare Panel) Hauptwarnlampe, die den Piloten dann veranlasst, zu suchen, welche konkrete Warnlampe angegangen ist. Er bestätigt den Eingang der Warnung, indem er auf die Lampe drückt und sie so ausschaltet. Die Master Warning-Lampe ist rot und zusätzlich mit einem Warnton gekoppelt, daneben die gelbe Master Caution-Lampe |
| MWE          | ManufacturerWeight Empty                                                                                     | Flugzeuggewicht |
| MWR          | Millimeter Wave Radar                                                                                        | Millimeterwellenradar |
| mwSK         | Magnetic Heading MH                                                                                          | Missweisender Steuerkurs |
| MX           | Mixed Type of Ice Formation (White Ice + Clear Ice)                                                          | Gemischte Eisbildung (Eisansatz am Flugzeug) – Klareis, Raufrost |
| MZFW         | Maximum Zero Fuel Weight                                                                                     | höchstzulässiges Leertankgewicht; Höchstleertankgewicht (MZFW = Operating Weight Empty (OWE) + maximale Nutzlast (maximum payload)) |

zum Buchstabenanfang – M

### N
(zum nächsten Buchstaben – O) … (zum Anfang der Liste)
NA, NB, NC, ND, NE, NF, NG, NI, NK, NL, NM, NN, NO, NP, NR, NS, NT, NV, NW, NX, NY, NZ
| N            | November                                                                                | Int. Buchstabieralphabet (ICAO-Alphabet) |
| N            | North; Northern Latitude                                                                | Nord; nördlich; nördlicher Breitengrad (Himmelsrichtung) |
| N            |                                                                                         | Länderkennzeichen für Flugzeuge mit US-Zulassung (z. B. NSDF2345) |
| N            | Negative                                                                                | negativ (vor negativen Zahlenwerten; z. B. Temperatur, Windkomponente) |
| N1           | Low Pressure Rotor Speed, Low Pressure Rotor                                            | Drehzahl Fan (Niederdruckstufe = Welle 1) – angegeben in Revolution Per Minute – RPM – oder % der normalen maximalen Drehzahl. Beim Start sind auch über 100 % möglich. |
| N2           | High/Intermediate Pressure Compressor Speed, High/Intermediate Pressure Rotor           | Drehzahl Gasgenerator (Hochdruckstufe = Welle 2) – angegeben in Revolution Per Minute – RPM – oder % der normalen maximalen Drehzahl. Beim Start sind auch über 100 % möglich. |
| N3           | High Pressure Compressor Speed, High Pressure Rotor                                     | Drehzahl Gasgenerator (Hochdruckstufe = Welle 3) – angegeben in Revolution Per Minute – RPM – oder % der normalen maximalen Drehzahl. Bei modernen Verkehrsflugzeugen findet man 3-Wellen Turbinen vor allem noch in Triebwerken von Rolls-Royce. |
| NA           | Not Authorized                                                                          | Nicht genehmigt, unbefugt |
| N/A          | Not Applicable; Not Available                                                           | Entfällt; keine Angabe; Nicht verfügbar |
| NAA          | National Aviation Authority                                                             | |
| NAAP         | Noise Abatement Arrival Procedure                                                       | Verfahren zum Lärmschutz beim Anflug |
| NAC          | Nacelle                                                                                 | Turbinenverkleidung |
| NACA         | National Advisory Committee for Aeronautics                                             | |
| NACO         | National Aeronautical Charting Office (FAA)                                             | |
| NADC         | Naval Air Development Center                                                            | Erprobungsstelle der Marineflieger |
| NADP         | Noise Abatement Departure Procedure                                                     | Verfahren zum Lärmschutz beim Abflug |
| NAF          | Naval Air Facility                                                                      | Marinefliegereinrichtung |
| NAH          | Notarzthubschrauber                                                                     | |
| NAI          | Nacelle Anti-Ice (Boeing 747)                                                           | Triebwerkslufteinlass-Vereisungsschutzsystem |
| NALF         | Naval Auxiliary Landing Field                                                           | |
| NAM          | North America                                                                           | Nordamerika (ICAO-Region) |
| NAM          | Nautical Air Mile                                                                       | geflogene Nautische Meilen; nautische Meile gegenüber der Luft (die zu fliegende Flugstrecke – einschließlich aller kleineren Umwege über VORs auf der Luftstraße; vergleichbar der Entfernungsangabe in Autobahnkilometern) – ergibt die Airdistance (im Unterschied zur Grunddistance – Nautical Ground Mile – NGM)                                                                                             |
| NAMEADSMA    | NATO Medium Extended Air Defense System Management Agency                               | |
| NAMEADSMO    | NATO Medium Extended Air Defense System Organization                                    | |
| NANSC        | National Air Navigation Services Company                                                | Ägyptische Flugsicherung |
| NAP          | Noise Abatement Procedure                                                               | Verfahren zur Minimierung der Lärmbelästigung im An- und Abflugbereich von Flugplätzen (beim Start: schnell Höhe gewinnen und ab 1500 ft Schubreduzierung; bei der Landung: das Flugzeug so spät wie möglich für die Landung konfigurieren, Fahrwerk und Landeklappen spät ausfahren, da diese durch die Verwirbelung Lärm erzeugen und wegen des Luftwiderstandes auch einen größeren Triebwerksschub erfordern) |
| NAR          | North American Route                                                                    | |
| NAS          | National Airspace System                                                                | Nationales Luftraumsystem (der USA) |
| NAS          | Naval Air Station                                                                       | Marinefliegerbasis (USA) |
| NAS-1        |                                                                                         | Von Bodenstationen unabhängig arbeitende russische Navigationsanlagen in Luftfahrzeugen |
| NASA         | National Aeronautics and Space Administration                                           | US-Bundesbehörde für Luft- und Raumfahrt |
| NAT          | North Atlantic                                                                          | Nordatlantik (ICAO-Region) |
| NAT          | North Atlantic Tracks                                                                   | Nordatlantikrouten, zum Überqueren des Atlantiks; sie werden täglich neu erstellt; sie können morgens nur in Richtung Osten, ab Mittag nur in Richtung Westen beflogen werden; sie beginnen an den Entry- und Exit-Points |
| NATCA        | National Air Traffic Controllers Association                                            | Fluglotsengewerkschaft in den USA – hat die frühere Professional Air Traffic Controllers Organization – PATCO – verdrängt |
| NATL         | National                                                                                | national |
| NATO         | North Atlantic Treaty Organisation                                                      | Nordatlantischer Verteidigungspakt |
| NATOPS       | Naval Air Training & Operating Procedure & Standard; Naval Aviation Training Operations | |
| NAT/OTS      | North Atlantic Track / Organized Track System                                           | Nordatlantikrouten/Streckensystem |
| NATS         | National Air Traffic Services                                                           | Britische Flugsicherung |
| NAV          | Navigation                                                                              | Navigation; VOR-Empfänger; NAV bedeutet am Autopiloten „VOR-halten“ |
| NAV Canada   |                                                                                         | Kanadische Flugsicherung |
| NAV Portugal |                                                                                         | Portugiesische Flugsicherung |
| NAV1, NAV2   |                                                                                         | Navigationsgerät 1 und 2 (dienen zum Empfang von Signalen von VOR-Stationen) |
| NAVAID       | Navigational Aid; Navigation System Using Time and Ranging                              | Navigationshilfe; (Bezeichnung für das US-amerikanische GPS-System) |
| NAVSTAR      | Navigation System Using Time and Ranging                                                | Navigationssystem mit Zeit- und Entfernungsmessung (siehe: Global Positioning System) |
| NAWAU        | National Aviation Weather Advisory Unit                                                 | |
| NAWC-AD      | Naval Air Warfare Center – Aircraft Division                                            | |
| NB           | North Bound                                                                             | In nördliche Richtung fliegend |
| NB           | Narrow Body Aircraft                                                                    | Flugzeug mit schmalem Flugzeugrumpf |
| NBA          |                                                                                         | Finnische Luftfahrtbehörde |
| NBAA         | National Business Aviation Association                                                  | Verein der US-Geschäftsflieger |
| NBCAP        | National Beacon Code Allocation Plan                                                    | (USA) |
| NC           | No Change                                                                               | Keine Veränderungen |
| NCA          | Northern Control Area                                                                   | Nördliches Kontrollgebiet (Kanada) |
| NCD          | Nose Cargo Door (Cargo Code)                                                            | Bugfrachttür (z. B. Boeing 747) |
| NCD          | No Computed Data                                                                        | |
| NCD          | Nose Cargo Door                                                                         | |
| NCEP         | National Centers for Environmental Prediction                                           | Nationale Zentren zur Umweltvorhersage (USA) |
| NCFT         | Non Federal Control Tower (USA)                                                         | |
| NCRP         | Non-Compulsory Reporting Point                                                          | freiwilliger Meldepunkt; Nicht-Pflicht-Meldepunkt, nicht zwingend vorgeschriebener Meldepunkt (aber wenn schon eine Meldung erfolgt, dann bitte über diesem Punkt), eventuell verlangt die Flugsicherung ausdrücklich eine Meldung an diesem Punkt |
| NCWF         | National Convective Weather Forecast (USA)                                              | |
| ND           | Navigation Display                                                                      | Navigationsbildschirm (siehe: Multifunction-Display) (zeigt: Kompassrose mit Kursinformationen, Kursanzeiger, Groundspeed, ILS-Anzeige) – auch Electronic Horizontal Status Indicator (EHSI) genannt |
| NDB          | Non Directional Beacon; Non-directional Radio Beacon                                    | Ungerichtetes Funkfeuer; im Lang- und Mittelwellenbereich (225 … 1750 kHz) für die Navigation mit dem automatischen Funkpeilgerät ADF (Automatic Direction Finder) |
| NDFP         | Net diftdown Flight Path                                                                | |
| NDH          | No Damage History                                                                       | |
| NDT          | Non-Destructive Testing                                                                 | zerstörungsfreie Werkstoffprüfung |
| NE           | Northeast                                                                               | Nordost (Himmelsrichtung) |
| NEADS        | Northeast Air Defense Sector                                                            | USA: Luftverteidigungssektor Nordost |
| NEB          | Northeast Bound                                                                         | In Richtung Nordost fliegend |
| NEF          | Non-essential Equipment and Furnishings                                                 | Für die Flugdurchführung unerhebliche Ausrüstung und Möblierung im Flugzeug |
| NEG          | Negativ; No                                                                             | negativ, Nein (z. B. TEMPS NEG ABV 24000) |
| NEH          | Notarzteinsatzhubschrauber                                                              | |
| NEQ          | Not Equal To                                                                            | ungleich (≠ Vergleichszeichen) |
| NeSS         | New SIDS and STARS                                                                      | |
| NEUT         | Neutral                                                                                 | neutral |
| NFCT         | Non-Federal Control Tower                                                               | Kontrollturm, der nicht der Bundesbehörde untersteht (USA) |
| NFDC         | National Flight Data Center                                                             | |
| NFDC         | National Flight Data Digest                                                             | |
| NFF          | Locator at Middle Marker                                                                | Nahfunkfeuer |
| NFF          | Student Pilot (Lufthansa)                                                               | Nachwuchsflugzeugführer |
| NFF          | No Fault Found                                                                          | |
| NFH          | NATO Fregatten Hubschrauber                                                             | |
| NfL          |                                                                                         | Nachrichten für Luftfahrer, Bekanntmachungen der entsprechenden Genehmigungen der Landesluftfahrtbehörden (hat nichts mit NOTAM zu tun) |
| NFO          | Naval Flight Officer                                                                    | |
| NFP          | Non Flying Pilot                                                                        | der nicht fliegende Pilot (identisch mit PNF) |
| NFQ          | Nachtflugqualifikation                                                                  | |
| NFZ          | No-Flight Zone                                                                          | Flugverbotszone |
| NG           | Next Generation                                                                         | z. B. Boeing 737-600 NG |
| NGA          | National Geospatial-Intelligence Agency                                                 | Nationale Agentur für Geographische Aufklärung (USA) |
| NGE          | Unit Load Device (ULD)                                                                  | IATA-ID-Code für einen bestimmten Typ Luftfrachtcontainer – Paletten-Netz für PGE/P7E |
| NGM          | Nautical Ground Mile                                                                    | nautische Meile gegenüber dem Boden – ergibt die Grounddistance (im Unterschied zur Airdistance – Nautical Air Mile – NAM) |
| NGT          | Night                                                                                   | Nacht |
| NIL          | No Item Listed; None                                                                    | Keine Angaben, nichts vorhanden; keine Punkte aufgeführt; keine |
| NIMA         | National Imagery and Mapping Agency (USA)                                               | |
| NKA          | Unit Load Device (ULD)                                                                  | IATA-ID-Code für einen bestimmten Typ Luftfrachtcontainer – Paletten-Netz für PKC |
| NLA          | Unit Load Device (ULD)                                                                  | IATA-ID-Code für einen bestimmten Typ Luftfrachtcontainer – Paletten-Netz für PLA/PLW |
| NLFS         | Night Low Flying System                                                                 | Nachttiefflugsystem (siehe auch: Tiefflug) |
| NLFZ         |                                                                                         | Nationales Lage- und Führungszentrum für Sicherheit im Luftraum |
| NLG          | Nose Landing Gear                                                                       | Bugfahrwerk (Fahrwerk (Flugzeug)) |
| NLML         | Non-Lactose Meal (Catering Code)                                                        | Milchzuckerfreies Essen – siehe: Flugzeugessen |
| NLP          |                                                                                         | Notlandeplatz, Autobahn-Notlandeplatz, Autobahn-Behelfsflugplatz |
| NLR          | Nationaal Lucht- en Ruimtevaartlaboratorium                                             | Nationales Luft- und Raumfahrtlabor der Niederlande |
| NM; nm       | Nautical Miles                                                                          | Seemeilen (1 NM = 1,852 km) (selten auch: nmi) |
| NMAC         | Near Mid-Air Collision                                                                  | Beinahezusammenstoß in der Luft (bei weniger als 500 Fuß Abstand) – siehe: Traffic Alert and Collision Avoidance System |
| NMC          | National Meteorological Center                                                          | |
| NME          | Unit Load Device (ULD)                                                                  | IATA-ID-Code für einen bestimmten Typ Luftfrachtkontainer – Paletten-Netz für P1P/PAG/PAJ/PAW/PAX/P6P/PMC/PMW/PQP |
| nmi          | Nautical Miles                                                                          | Seemeilen (1 NM = 1,852 km) (meist: NM) |
| NML          | Normal                                                                                  | normal |
| NMR          | Nautical Mile Radius                                                                    | In einem Radius von so und so viel nautischen Meilen: Beispiel: USA – Stadien mit einer Sitzkapazität über 30.000 Personen dürfen eine Stunde vor bis eine Stunde nach Veranstaltungen in einem Umkreis von 3 NMR nicht unterhalb 3000 Fuß überflogen werden. |
| NMS          | Navigation Management System                                                            | Navigationsmanagementsystem |
| NN           | Normalnull                                                                              | |
| NNC          | Non Normal Checklist                                                                    | |
| NNE          | North-northeast                                                                         | Nordnordost (Himmelsrichtung) |
| NNM          | Non Normal Maneuver                                                                     | |
| NNW          | North-northwest                                                                         | Nordnordwest (Himmelsrichtung) |
| NO           | Number                                                                                  | Anzahl, Nummer |
| NO           | No – Not available                                                                      | Keine Daten verfügbar – z. B. SLPNO (Sea Level Pressure not available), RVRNO (Runway Visual Range not available) |
| NOAA         | National Oceanic and Atmospheric Administration                                         | Wetter- und Ozeanografiebehörde (USA) |
| NOAH         | NOtAustiegsHilfe                                                                        | Notausstiegshilfe für Segelflieger bestehend aus einem sich mit Pressluft aufblasenden Sitzkissen, um den Notausstieg mit dem Fallschirm auch in widrigen Situationen zu ermöglichen. |
| NOCOMM       | Loss of Radio (squawk 7600)                                                             | Verlust des Funkkontaktes – Transponder-Code 7600 einstellen |
| NOF          | NOTAM-Office                                                                            | NOTAM-Büro |
| NOGO         | No Go                                                                                   | (Den Flug) nicht antreten; nicht starten (z. B. wegen schwerwiegender Hindernisse: Wetter, technische Probleme am Flugzeug) |
| NOMS         | Noise and Operations Monitoring System                                                  | Lärmüberwachungssystem, einschließlich permanenter Lärmüberwachungsstationen (z. B. 16 Stück am Flughafen Atlanta) zur Beobachtung des Fluglärmes |
| NO OP        | No Operation                                                                            | keine Funktion, kein Flugbetrieb möglich (z. B. Eintrag im Flugzeughandbuch – in einigen Tabellenfeldern, wegen Überschreitung von zulässigen Limits) |
| NOPAC        | North Pacific Route System                                                              | Nordpazifik-Streckennetz |
| NoPT         | No Procedure Turn Required, No Procedure Turn                                           | keine Verfahrenskurve (deshalb sollte hier eine Verfahrenskurve nicht ohne ATC-Freigabe durchgeführt werden) |
| NORDO        | Non Radio Aircraft; No Radio                                                            | Ohne Funk; Funkkommunikation verloren |
| NORM         | Normal                                                                                  | normal |
| NOS          | National Ocean Service                                                                  | National Oceanic and Atmospheric Administration (US-amerikanischer Wetterdienst) |
| No-show      |                                                                                         | Passagier, der ohne Stornierung nicht zum Flug erschienen ist |
| NOSIG        | No Significant Weather Change                                                           | Keine besonderen Wettererscheinungen; keine Änderung innerhalb der Vorhersageperiode (Automated Terminal Information Service) |
| NOTAM        | Notice to Airmen                                                                        | Informationen über temporäre Änderungen in der Luftfahrt |
| NOTAR        | No Tail Rotor                                                                           | kein Heckrotor (Hubschrauber) – McDonnell Douglas NOTAR |
| NOTECHS      | Non-Technical Skills                                                                    | Fertigkeiten eines Menschen, die über das reine Beherrschen der Technik hinausgehen (Kooperation, Leadership, …) |
| NOTOC        | Notification to Captain                                                                 | Information über Gefahrgutfracht an Bord |
| NOV          | November                                                                                | November |
| NOZ          | Normal Operation Zone                                                                   | |
| NOZ          | Nozzle                                                                                  | Düse |
| NP           | Neutral Point                                                                           | Neutralpunkt |
| NPA          | Notice Of Proposed Amendment                                                            | Von der EASA herausgegeben |
| NPA          | Non Precision Approach                                                                  | Nicht-Präzisionsanflug - ein Anflugverfahren |
| NPFO         | Nominated Person Flight Operation                                                       | Designierter Flugbetriebsleiter |
| NPPL         | National Private Pilot’s Licence (UK)                                                   | Nur in Großbritannien gültige Privatpilotenlizenz (seit 2002); unterteilt in NPPL (SSEA/SLMG) – Simple Single Engined Aircraft und Self-Launching Motor Gliders; sowie NPPL (Microlight und Powered Parachute) |
| NPRM         | Notice of Proposed Rulemaking                                                           | |
| NPS          | Navigation Performance Scales                                                           | |
| NR           | Number                                                                                  | Anzahl, Nummer |
| NRMLLY       | Normally                                                                                | normalerweise |
| NRP          | North American Route Program                                                            | |
| NRR          | Non-Restrictive Routing                                                                 | |
| NRS          | Navigation Reference System                                                             | Neues Wegpunkt-System für Freeflight (derzeit nur in USA) |
| NRS          | National Route System                                                                   | |
| NRST         | Nearest (Waypoints)                                                                     | am nächsten gelegen |
| NS           | Nimbostratus                                                                            | Nimbostratus-Wolken (Regenwolken) |
| NS           | No Seat                                                                                 | |
| NSA          | Naval Support Activity                                                                  | Maßnahme zur Unterstützung der Marine |
| NS ABTMT     | Noise Abatement                                                                         | Lärmreduzierung |
| NSAWC        | Naval Strike and Air Warfare Center                                                     | |
| NSC          | Nil Significant Clouds                                                                  | Keine Wolken unter 5000 ft; keine wesentlichen Wolken |
| NSML         | No Salt Meal (Catering Code)                                                            | Salzfreies Essen – siehe: Flugzeugessen |
| NSSFC        | National Severe Storms Forecast Center                                                  | |
| NSTD         | Nonstandard                                                                             | Nicht dem Standard gemäß (z. B. Marking: NSTD – wenn z. B. die Markierung einer Landeschwelle nicht dem ICAO-Standard entspricht – z. B. HALS/DTOP oder Runway 17/35 am New London Airport) |
| NSW          | No Significant Weather                                                                  | Keine erwähnenswerten (wesentlichen) Wetterphänomene |
| NTAB         | Notices To Airmen Publication                                                           | |
| NTC          | Notice                                                                                  | Mitteilung, Information |
| NTLF         |                                                                                         | Neuer Transsonischer Laminar Flügel |
| NTM          | Notoc EDP Message                                                                       | |
| NTSB         | National Transportation Safety Board                                                    | Amerikanische Aufsichtsbehörde für Flugunfalluntersuchungen |
| NTZ          | No Transgression Zone                                                                   | |
| NVD          | Night Vision Device                                                                     | Nachtsichtgerät |
| N-VFR, NVFR  | Night-VFR                                                                               | Nacht-VFR (Nachtflugqualifikation) |
| NVIS         | Night Vision                                                                            | Nachtsicht (Nachtsichtgerät) |
| NV-PB1U      |                                                                                         | Von Bodenstationen unabhängig arbeitende russische Navigationsanlagen in Luftfahrzeugen |
| NVU          |                                                                                         | von Bodenstationen unabhängig arbeitende russische Navigationsanlagen in Luftfahrzeugen |
| NW           | Northwest                                                                               | Nordwest (Himmelsrichtung) |
| NWB          | Northwest Bound                                                                         | In Richtung Nordwest fliegend |
| NWC          | Naval Weapon Center                                                                     | Marinewaffenbasis |
| NWOC         | National Warbird Operators Conference                                                   | |
| NWR          | No Weight Restrictions                                                                  | keine Gewichtsbeschränkungen |
| NWS          | National Weather Service                                                                | US-amerikanischer Wetterdienst – siehe: National Oceanic and Atmospheric Administration |
| NWS          | Nosewheel Steering                                                                      | Bugradsteuerung |
| NXT          | Next                                                                                    | nächste |
| NYB          | Unit Load Device (ULD)                                                                  | IATA-ID-Code für einen bestimmten Typ Luftfrachtkontainer – Paletten-Netz für PYB |
| NZ           |                                                                                         | NOTAM-Zentrale |

zum Buchstabenanfang – N

### O
(zum nächsten Buchstaben – P) … (zum Anfang der Liste)
OA, OB, OC, OD, OE, OF, OG, OH, OI, OJ, OK, OL, OM, ON, OO, OP, OQ, OR, OS, OT, OU, OV, OW, OX
| O       | Oscar                                                                                                | Int. Buchstabieralphabet (ICAO-Alphabet) |  |
| O       | Odd (Altitude or FL)                                                                                 | Ungerade Zahlen (Flughöhe oder FL) |  |
| O       | Oscar – Open                                                                                         | GAFOR-Wetter-Code für: Bodensicht weiter als 8 km, (und/oder) Hauptwolkenuntergrenze über 2000 ft |  |
| O       | (Horizontally) Opposed                                                                               | Boxermotor (Teil der Typenbezeichnung bei Flugmotoren – z. B. Lycoming O-540) |  |
| O2      | Oxygen                                                                                               | Sauerstoff |  |
| O/A     | On or About                                                                                          | um oder circa |  |
| OA      | ???                                                                                                  | Bezeichnung für den vordersten Abschnitt der Flugzeugkabine (die B737 hat die Flugzeugkabine in OA und OB unterteilt; die B747 hat die Kabine in OA, OB, OC, OD, OE, UD unterteilt) |  |
| OAC     | Oceanic Area Control                                                                                 | |  |
| OACC    | Oceanic Area Control Center                                                                          | |  |
| OAD     | Overall Aircraft Design                                                                              | |  |
| OAG     | Official Airline Guide                                                                               | |  |
| OAL     | Other Airlines                                                                                       | |  |
| OANS    | On-Board Airport Navigation System                                                                   | |  |
| OAP     | Overhead Annunciator Panel                                                                           | (McDonnell Douglas MD-80) |  |
| OAR     | Operations Assistance Request                                                                        | (Boeing 747) |  |
| OAS     | Offensive Air Support                                                                                | |  |
| OAS     | Obstacle Assessment Surface                                                                          | Flächensystem zur Festlegung der OCA/H oder MDA/H |  |
| OASIS   | Operational and Supportability Implementation System                                                 | |  |
| OASIS   | Online Aerospace Supplier Information System                                                         | OASIS-Datenbank – erfasst die nach EN 9100 geprüften Lieferanten der Luftfahrtindustrie und der Raumfahrtindustrie |  |
| OAT     | Outside Air Temperature                                                                              | Außenlufttemperatur; Außentemperatur |  |
| OAT     | Operational Air Traffic                                                                              | Operationeller Luftverkehr (Militärflüge) |  |
| OATS    | Orbit and Attitude Tracking                                                                          | |  |
| OAV     | Organic Aerial Vehicle                                                                               | Organisches Fluggerät (im Sinne von: die Sinne des Menschen erweitern) |  |
| O/B     | On Board                                                                                             | An Bord (z. B. TOTAL O/B = Gesamtzahl der Personen an Bord) (auch: POB) |  |
| O/B     | outboard                                                                                             | bordauswärts (weiter von der Flugzeuglängsachse weg); äußere (z. B. outboard Triebwerk – bei Flugzeugen mit 4 Triebwerken; im Gegensatz zu inboard – I/B) |  |
| OBAWS   | On-Board Aircraft Weighing System                                                                    | Massen- und Schwerpunktsermittlung über Fahrwerkssensoren |  |
| OBC     | On-Board Computer                                                                                    | |  |
| OBDH    | On-Board Data Handling                                                                               | |  |
| OBE     | Overcome By Events                                                                                   | |  |
| OBI     | Omni Bearing Indicator                                                                               | automatischer Azimutanzeiger |  |
| OBOGS   | On Bord Oxygen Generation System                                                                     | ein System, das der Sauerstofferzeugung dient |  |
| OBRM    | Onboard Replaceable Module                                                                           | (z. B. OBRM-Stecker) |  |
| OBS     | Omni Bearing Selector                                                                                | Kurswahlknopf des VOR-Anzeigegerätes; Kurswähler im NAV-Gerät (dient zur Einstellung eines Radials einer VOR-Station) |  |
| OBS     | Observe; Observation; Observer                                                                       | Beobachten; Beobachtung; Beobachter |  |
| OBS     | Obstacle                                                                                             | Hindernis |  |
| OBSC    | Obscuration; Obscured; Obscuring                                                                     | Ganz oder teilweise in Wolken (nicht sichtbar) |  |
| OBSL    | Obstruction Lights                                                                                   | Hindernis-Befeuerung |  |
| OBSN    | Obstruction                                                                                          | Hindernis, Behinderung |  |
| OBST    | Obstruction; Obstacle                                                                                | Hindernis; Blockierung; Versperrung |  |
| OBSTRXN | Obstruction; Obstacle                                                                                | Hindernis; Blockierung; Versperrung |  |
| OBT     | On-board trainers                                                                                    | |  |
| OBT     | Off-Block Time                                                                                       | Abblockzeit |  |
| OC, O/C | On Course                                                                                            | |  |
| OCA     | Obstacle Clearance Altitude                                                                          | Hindernisfreigrenze (angegeben über Meereshöhe) |  |
| OCA     | Oceanic Control Area                                                                                 | |  |
| OCA     | Offensive Counter Air                                                                                | |  |
| OCC     | Operational Control Center                                                                           | |  |
| OCC     | Occulting                                                                                            | verschleiernd |  |
| OCCC    | Oneworld Cockpit Crew Coalition                                                                      | internationale Vereinigung der nationalen Pilotenvereinigungn |  |
| OCH     | Obstacle Clearance Height                                                                            | Hindernisfreigrenze, angegeben über Schwelle |  |
| OCL     | Obstacle Clearance Limit                                                                             | Hindernisfreigrenze |  |
| OCM     | Oceanic Clearance Message                                                                            | |  |
| OCNL    | Occasional                                                                                           | gelegentlich |  |
| OCS     | Oceanic Control System                                                                               | |  |
| OCS     | Obstacle Clearance Surface                                                                           | |  |
| OCT     | October                                                                                              | Oktober |  |
| OCTA    | Oceanic Control Area                                                                                 | |  |
| OCTA    | Outside Controlled Airspace                                                                          | (Australien) |  |
| OCTA    | eighths of the sky cloud cover                                                                       | Achtel; Angabe des Bewölkungsgrades in Octa (Achteln) – (USA) (eigentlich keine Abkürzung, sieht aber auf den ersten Blick so aus) |  |
| OD      | Operational Deviation                                                                                | Unregelmäßigkeit, Verstoß im Flugbetrieb |  |
| ODALS   | Omni-Directional Approach Light System                                                               | Spezielle Landebahnbefeuerung |  |
| ODAPS   | Oceanic Display And Planning System                                                                  | |  |
| ODL     | Opposite Direction Levels                                                                            | Fliegen auf einer Flugfläche in entgegengesetzter Richtung – gegen die Halbkreisflugregel; wird vom Piloten von der Flugsicherung über Funk beantragt und oft genehmigt – z. B. um in einer optimaleren Flugfläche für den Treibstoffverbrauch zu fliegen; eventuell auf Anforderung der Flugsicherung eines Nachbarbezirkes, um Staffelungsabstände (traffic resolution) einzuhalten |  |
| ODP     | Obstacle Departure Procedure                                                                         | |  |
| ODR     | Operator Differences Requirements                                                                    | |  |
| ODS     | Operations Display System                                                                            | Fluglotsenarbeitsplatz |  |
| OE      | Operational Error                                                                                    | Fehler der Fluglotsen – die Staffelungsabstände werden unterschritten – Staffelung (Flugverkehrskontrolle) |  |
| OEB     | Operations Engineering Bulletins                                                                     | (Airbus) |  |
| OEI     | One Engine Inoperative                                                                               | Ausfall eines Triebwerkes (z. B. OEI Power Setting); ein Triebwerk ausgefallen |  |
| OELAG   | Österreichische Luftverkehrs AG                                                                      | siehe: Austrian |  |
| OeNfL   | Österreichisches Nachrichtenblatt für Luftfahrer                                                     | |  |
| OEP     | Operational Evolution Plan                                                                           | (USA – FAA) |  |
| OEW     | Operating Empty Weight, Operator’s Empty Weight, Operational Empty Weight                            | (siehe auch MEW – Manufacturers Empty Weight) |  |
| OFAC    | Office fédéral de l’aviation civile (Suisse)                                                         | Bundesamt für Zivilluftfahrt (Schweiz) |  |
| OFF BL  | Off Block                                                                                            | Abblockzeit |  |
| OFFL    | Official                                                                                             | offiziell |  |
| OFIS    | Operational Flight Information Service                                                               | |  |
| OFP     | Operational Flight Plan                                                                              | Flugdurchführungsplan; Operationeller Flugplan (beinhaltet alle Informationen bezüglich Flugroute, Höhe, Geschwindigkeit, Zeit, Treibstoff usw.) |  |
| OFP     | Operational Flight Profile                                                                           | |  |
| OFS     | Offset                                                                                               | Systematischer Fehler, räumliche Verschiebung, Versatz, Verschiebung, Regelabweichung |  |
| OFST    | Offset                                                                                               | Systematischer Fehler, räumliche Verschiebung, Versatz, Verschiebung, Regelabweichung |  |
| OFT     | Outer Fix Time                                                                                       | |  |
| OFT     | Operational Flight Trainer                                                                           | |  |
| OFV     | Out Flow Valve                                                                                       | |  |
| OFZ     | Obstacle Free Zone                                                                                   | Flächensystem, das bei Allwetterflugbetriebsstufe CAT II und III absolut freizuhalten ist |  |
| OGE     | Operational Ground Equipment                                                                         | |  |
| OGE     | Out of Ground Effect                                                                                 | Außerhalb des Bodeneffekts – siehe Bodeneffekt#Hubschrauber |  |
| OGV     | Outlet Guide Vane                                                                                    | Austrittsleitrad |  |
| OH      | Overhaul                                                                                             | Überholung, Wartung (z. B. Auxiliary Power Unit – APU OH-Period) |  |
| OHC     | Overhead Camshaft                                                                                    | Obenliegende Nockenwelle – für obengesteuertes Ventil |  |
| OHD     | Overhead                                                                                             | |  |
| OHV     | Overhead Valves                                                                                      | Flugmotor mit oben liegenden Ventilen |  |
| OID     | Operational Instrument Departure                                                                     | |  |
| OIS     | Onboard Information System                                                                           | (Airbus 350, Airbus 380) |  |
| OIS     | Obstacle Identification Surface                                                                      | Hindernisfläche zur Berechnung von PDGs (Procedure Design Gradient) |  |
| OJT     | On-the-Job Training                                                                                  | |  |
| OK      | Okay                                                                                                 | Okay |  |
| OKB     | (russ.) опытно-конструкторское бюро (ОКБ), ópitno-konstrúktorskoje bjuró, Experimental Design Bureau | Experimental-Konstruktionsbüro |  |
| OLDI    | On-Line Data Interchange                                                                             | OLDI ist ein Protokoll der Eurocontrol, das ähnliche Aufgaben hat wie das AIDC-Protokoll. |  |
| OLCI    | Online Check-in                                                                                      | siehe Check-in |  |
| OLF     | Outlying Landing Field                                                                               | Für simulierte Flugzeugträgerlandungen an Land (für Marineflieger) |  |
| OLR     | Off-Load Route                                                                                       | |  |
| OLS     | Optical Landing System                                                                               | Optisches Landesystem |  |
| ÖLS     | Österreichische Luftfahrtschule                                                                      | |  |
| OM      | Magnetic Variation (VAR)                                                                             | Ortsmissweisung |  |
| OM      | Outer Marker                                                                                         | Voreinflugzeichen (bei einem Instrumentenlandesystem). |  |
| OM      | Operation Manual                                                                                     | Betriebshandbuch (z. B. Aircraft Operation Manual – AOM) |  |
| O&M     | Operation and Maintenance                                                                            | Betrieb und Wartung |  |
| OM-A    | Operations Manual Part A                                                                             | Firmenspezifisches Handbuch für das Personal |  |
| OMC     | Observer Member of the Crew                                                                          | Beobachtendes Mitglied der Flugbesatzung – z. B. ein Firmenpilot, ein Check-Kapitän, ein FAA-Beobachter, ein Jumpseat-Passagier |  |
| OMEGA   | | Funknavigationssystem OMEGA |  |
| OMI     | Outer, Middle, Inner Marker                                                                          | Vor-, Haupt-, Platz-Einflugzeichen |  |
| OMP     | Operations and Maintenance Plan                                                                      | |  |
| ON BL   | On Block                                                                                             | Anblockzeit |  |
| ONC     | Operational Navigation Chart                                                                         | Topographische Luftfahrtkarten im Maßstab 1:1 Mill., herausgegeben von den US-amerikanischen Militärbehörden |  |
| ONERA   | Office National d'Études et de Recherches Aérospatiales                                              | Das französische Pendant zur NASA |  |
| ÖNfL    | Österreichisches Nachrichtenblatt für Luftfahrer                                                     | |  |
| ONS     | Onboard Navigation System                                                                            | |  |
| ONS     | Omega Navigation System                                                                              | OMEGA-Funknavigationssystem |  |
| OOOI    | Out, Off, On, In                                                                                     | ACARS verschickt automatisch OOOI-Nachrichtenen (Abblockzeit, Startzeit, Landezeit, Andockzeit) |  |
| OP      | Open                                                                                                 | Offen |  |
| O/P     | Output                                                                                               | Ausgabe |  |
| OPA     | Opaque (White Ice Formation)                                                                         | Trübes (Eis) – (Art des Eisansatzes) (Raufrost) |  |
| OPAM    | Operations Division Airspace Management                                                              | |  |
| OPAS    | Overhead Panel                                                                                       | (ARINC 629 System) |  |
| OPC     | Operational Program Configuration                                                                    | |  |
| OPC     | Operators Proficiency Check                                                                          | (Ähnelt dem LPC – Line Proficiency Check) |  |
| OPMET   | Operational Meteorological Information                                                               | Flugmeteorologische Daten |  |
| OPN     | Open; Opening; Opened                                                                                | offen, Öffnung, geöffnet |  |
| OPR     | Operator; Operate; Operative                                                                         | Halter; Betreiber; betreiben; in Betrieb |  |
| OPR HRS | Operational Hours                                                                                    | Betriebszeit; Öffnungszeit |  |
| OPRN    | Operation                                                                                            | Betrieb |  |
| OPRTNS  | Operations                                                                                           | Betrieb |  |
| OPRTS   | Operators                                                                                            | Betreiber |  |
| OPS     | Operations                                                                                           | Betrieb; Flugbetrieb; Öffnungszeiten |  |
| OPS     | Operations Office                                                                                    | Abteilung Flugzeugabfertigung |  |
| OPS     | Obstacle protection surface                                                                          | Hindernisfreifläche für eine PAPI – Anlage |  |
| OPS     | Operational Program Software                                                                         | |  |
| OpSpec  | Operations Specification                                                                             | |  |
| OQAR    | Optical Quick Access Recorder                                                                        | optischer Quick Access Recorder – QAR – optischer Datenrekorder |  |
| O/R     | On Request                                                                                           | auf Anforderung (z. B. Flugleiter, Zoll) (Beispiel: AVBL O/R – auf Anforderung verfügbar) |  |
| ORAP    | Reconnaissance Regiment (Soviet / Russian Air Force)                                                 | |  |
| ORCA    | Oceanic Route Clearance Authorisation Service                                                        | |  |
| ORCAM   | Origination Region Code Assignment Method                                                            | Methode der Festcodezuteilung durch die Flugsicherung (Transpondercode) |  |
| ORGMSG  | Original Message                                                                                     | |  |
| ORGRTE  | Original Route                                                                                       | |  |
| ORM     | Operational Risk Management                                                                          | |  |
| ORML    | Oriental Meal (Catering Code)                                                                        | orientalisches chinesisches Essen (chinesische Art) – siehe: Flugzeugessen |  |
| ORI     | Operational Readiness Inspection                                                                     | |  |
| OROCA   | Off Route Obstruction Clearance Altitude                                                             | |  |
| ORTCA   | Off Route Terrain Clearance Altitude                                                                 | |  |
| O/S     | Out of Service                                                                                       | außer Betrieb |  |
| OShAP   | Ground Attack Regiment (Soviet / Russian Air Force)                                                  | |  |
| OSO     | Offensive System Officer                                                                             | Besatzungsmitglied eines Kampfflugzeuges, das für die Waffensysteme verantwortlich ist, ähnlich dem Waffensystemoffizier |  |
| OSS     | Occupant Safety and Survivability                                                                    | Sicherheit der Insassen |  |
| OSTIV   | Organisation Scientifique et Technique Internationale du Vol á Voile                                 | Internationale Organisation für Wissenschaft und Technik im Segelflug |  |
| OSV     | Oceanic Station Vessel                                                                               | |  |
| OT, O/T | Other Times                                                                                          | Zu anderen Zeiten |  |
| OTAR    | Over the Air Re-keying                                                                               | |  |
| OTCH    | End of Overrun Crossing Height                                                                       | Überflughöhe am Ende der Überrollstrecke |  |
| OTLK    | Outlook                                                                                              | Wetteraussicht |  |
| OTP     | On Top                                                                                               | Über der Wolkenobergrenze |  |
| OTR     | Oceanic Transition Routes                                                                            | |  |
| OTS     | Organized Track System                                                                               | siehe: NAT/OTR |  |
| OTS     | Out of Service                                                                                       | Außer Betrieb |  |
| OUBD    | Outbound                                                                                             | Wegfliegend |  |
| OUR     | Operational Users Requirement                                                                        | |  |
| OUTB    | Outbound                                                                                             | wegfliegend |  |
| OUTBD   | Outbound                                                                                             | wegfliegend |  |
| OUTBD   | Outboard                                                                                             | außenbords, außen |  |
| OVBD    | Overboard                                                                                            | Über Bord; nach draußen |  |
| OVC     | Overcast                                                                                             | Geschlossene Wolkendecke; Wolkenbedeckung 8/8; bewölkt |  |
| OVFT    | Overflight                                                                                           | Überflug |  |
| OVHD    | Overhead                                                                                             | über; darüber |  |
| OVHD    | Overhead Panel                                                                                       | Überkopf-Panel |  |
| OVHT    | Overheat                                                                                             | Überhitzung |  |
| OVPRESS | Overpressure                                                                                         | Überdruck |  |
| OVRD    | Override                                                                                             | die Kontrolle des automatischen Systems übernehmen; übersteuern; überwinden, nicht berücksichtigen; überstimmen; überbrücken; aufheben, außer Kraft setzen |  |
| OVRHD   | Overhead                                                                                             | über; darüber |  |
| OVRN    | Overrun                                                                                              | |  |
| OVSP    | Overspeed                                                                                            | Zu hohe Geschwindigkeit |  |
| OVU     | Overhead Electronic Unit                                                                             | |  |
| OW      | Operating Weight                                                                                     | Operationelles Grundgewicht inklusive Treibstoff |  |
| OWE     | Operational Weight Empty                                                                             | Betriebsleergewicht des Flugzeuges (MWE + ständig eingebaute zusätzliche Ausrüstung) |  |
| OX      | Oxygen                                                                                               | Sauerstoff |  |
| OXY     | Oxygen                                                                                               | Sauerstoff |  |

zum Buchstabenanfang – O

### P
(zum nächsten Buchstaben – Q) … (zum Anfang der Liste)
PA, PB, PC, PD, PE, PF, PG, PH, PI, PJ, PK, PL, PM, PN, PO, PP, PQ, PR, PS, PT, PU, PV, PW, PY, PZ
| P           | Papa                                                                  | Int. Buchstabieralphabet (ICAO-Alphabet) |  |
| P           | Prohibited Area (followed by identification)                          | Sperrgebiet – z. B. LE-P 71A = Sperrgebiet in Spanien (LE) |  |
| P           | Positive                                                              | positiv (vor positiven Zahlenwerten, z. B. Temperatur oder Windkomponente) |  |
| P           | Panel                                                                 | (z. B. P3 = Panel 3) |  |
| P           | Pressure Change, Delta Pressure                                       | (siehe: Druckkabine) |  |
| ΔP          | Differential Pressure; Delta P                                        | (siehe: Druckkabine) |  |
| P-Faktor    | P-factor                                                              | asymmetrischer Effekt an der Luftschraube |  |
| PA          | Pressure Altitude                                                     | Druckhöhe (siehe: Dichtehöhe) |  |
| PA          | Precision Approach                                                    | Präzisionsanflug |  |
| PA          | Passenger announcement, Public Address, Passenger Address             | Fluggastbenachrichtigung; Durchsage (des Piloten) für die Passagiere |  |
| PAC         | Pacific                                                               | Pazifik (ICAO-Region) |  |
| PACAF       | Pacific Air Forces                                                    | |  |
| PACOTS      | Pacific Oceanic Track System                                          | |  |
| PACT        | Precision Aircraft Control Technology                                 | |  |
| PAD         | Passenger Available For Disembarkation                                | Passagier ohne Buchungsanspruch; Paxe auf Warteliste; Airline-Mitarbeiter, die mit einem Stand-By-Ticket privat reisen und nur mitgenommen werden, wenn Sitzplätze frei bleiben. |  |
| PADRA       | Pass to Air Defense RADAR                                             | (Den Flugplan) an Radar-Control der Luftverteidigung weiterreichen |  |
| PAG         | Unit Load Device (ULD)                                                | IATA-ID-Code für einen bestimmten Typ Luftfrachtcontainer – Palette |  |
| PAJ         | Unit Load Device (ULD)                                                | IATA-ID-Code für einen bestimmten Typ Luftfrachtcontainer – Palette |  |
| PAJA        | Parachute Jumping                                                     | Fallschirmspringen |  |
| PAL         | Pilot Activated Lighting                                              | Pilotenseitig aktivierte Befeuerung (bei mindestens 2 Sekunden lang gedrückter Mikrofon-Taste des Funkgerätes wird die Befeuerung für etwa 30 Minuten aktiviert) |  |
| PALCS       | Passenger Address Level Control Sensor                                | |  |
| PAL/PCL     | Pilot Activated Lighting/Pilot Controlled Lighting                    | Pilotenseitig aktivierte Befeuerung |  |
| PAN-PAN     | Emergency Call (without imminent danger)                              | Mit (3 x) „PAN-PAN“ wird im Sprechfunk eine Dringlichkeitsmeldung eingeleitet; PAN geht auf das französische Wort panne zurück (nicht wirklich eine Abkürzung, sieht aber auf den ersten Blick so aus) |  |
| PANS OPS    | Procedures For Air Navigation Services Operations                     | Verfahrensvorschriften für Navigation und Verfahren |  |
| PANS OPS    | Procedures For Air Navigation Services — Training                     | Verfahrensvorschriften für die Pilotenausbildung |  |
| PAOC        | Police Air Operator’s Certificate (UK)                                | |  |
| PAOM        | Police Air Operations Manual(UK)                                      | |  |
| PAP         | Paying Passenger                                                      | Zahlender Passagier; Vollzahler |  |
| PAPA        | Parallax Aircraft Parking Aid                                         | Parkleitsystem |  |
| PAPI        | Precision Approach Path Indicator                                     | Präzisionsgleitwinkelbefeuerung |  |
| PAPP        | RNAV Precision Approach Path Points                                   | |  |
| PAR         | Precision Approach Radar System                                       | Militärisches Präzisionsanflugradar – Beispiel: PAR-80 |  |
| PAR         | Preferential Arrival Route                                            | |  |
| PAR         | Parallel                                                              | parallel |  |
| PARA        | Paragraph                                                             | Paragraph |  |
| PARC        | Performance-Based Operations Aviation Rulemaking Committee            | |  |
| PARL        | Parallel                                                              | parallel |  |
| PARROT      | Position Adjustable Range Reference Orientation Transponder           | |  |
| PAS         | Unit Load Device (ULD)                                                | IATA-ID-Code für einen bestimmten Typ Luftfrachtkontainer – Schwerlast-Palette |  |
| PAS         | Passenger Address System                                              | Durchsagesystem (des Piloten) für die Passagiere |  |
| PAS         | Protective Aircraft Shelter                                           | (auch: Hardened Aircraft Shelter – HAS) Flugzeugbunker |  |
| PASS        | Passenger                                                             | Passagier |  |
| PAT         | Pattern                                                               | Platzrunde, Muster |  |
| PATA        | Poland Air Traffic Agency                                             | Polnische Flugsicherung |  |
| PATC        | Precision Approach Terrain Chart                                      | Präzisionsbodenprofilkarte (nur für CAT II/III beim ILS-Anflug) |  |
| PATCO       | Professional Air Traffic Controllers Organization                     | Ehemalige Fluglotsengewerkschaft in den USA – heute durch National Air Traffic Controllers Association – NATCA – verdrängt |  |
| PATWAS      | Pilots Automatic Telephone Weather Answering System                   | Telefonisches Wetterbriefing in den USA – von einer automatischen Bandansage – meist für das lokale Wetter im Umkreis von 50 NM |  |
| PAW         | Unit Load Device (ULD)                                                | IATA-ID-Code für einen bestimmten Typ Luftfrachtcontainer – Palette mit Seitenerweiterung |  |
| PAX         | Unit Load Device (ULD)                                                | IATA-ID-Code für einen bestimmten Typ Luftfrachtcontainer – Palette |  |
| PAX         | Passenger                                                             | Passagiere; Fluggast – wird als Last von 95 kg inklusive Gepäck gerechnet. Airbus rechnet mit 91 kg/PAX für Kurzstreckenflüge und Boeing mit 200 lb/PAX für die Zwei-Klassen-Sitzkonfiguration bzw. 210 lb/PAX für die Drei-Klassen-Sitzkonfiguration (siehe: Buchungsklasse) |  |
| PAX (A/C/I) | Passenger (Adults/Children/Infants)                                   | Passagiere (Erwachsene/Kinder/Babys)) |  |
| PB          | Pushbutton                                                            | Druckknopf |  |
| P/B         | Pushback                                                              | Zurücksetzen des Flugzeuges durch einen Schlepper |  |
| PBB         | Passenger Boarding Bridge                                             | Fluggastbrücke |  |
| PBCS        | Performance-based Communication and Surveillance                      | |  |
| PBCT        | Proposed Boundary Crossing Time                                       | |  |
| PBD         | Place Bearing Distance                                                | Ort – Richtung – Abstand |  |
| PBE         | Personal Breathing Equipment; Protective Breathing Equipment          | Atemausrüstung (Atemmaske – für Flugbesatzung); Persönliche Atemausrüstung |  |
| PBIT        | Power up Built in Test                                                | |  |
| PBN         | Performance Based Navigation                                          | |  |
| PB/PB       | Place Bearing / Place Bearing                                         | Ort – Richtung / Ort – Richtung |  |
| PC          | Protocol                                                              | Protokoll |  |
| PC          | Personal Computer                                                     | Personal Computer |  |
| PCA         | Power Control Actuator                                                | Stellglied mit Kraftkontrolle |  |
| PCA         | Pre-Conditioned Air                                                   | Klimatisierungssystem, das an der Fluggastbrücke klimatisierte Luft an das Flugzeug übergibt |  |
| PCATD       | PC based Aviation Trainings Device                                    | PC gestützter Instrumentenflugtrainer |  |
| PCC         | Pilot Competency Check                                                | |  |
| PCD         | Proceed; Proceeding                                                   | verfahren; Verfahren |  |
| PCE         | Pieces                                                                | Stück, Anzahl, Gepäckstücke (Load Manifest: WEIGHT PCE – Gesamtgewicht der Gepäckstücke) |  |
| PCFA        | Person Carrying Firearms                                              | mit Schusswaffe bewaffneter Passagier |  |
| PCI         | Pavement Condition Index                                              | |  |
| PCK         | Package (Cargo Code)                                                  | Packung |  |
| PCKGRP      | Package Group (Cargo Code)                                            | Verpackungsgruppe |  |
| PCL         | Pilot Controlled Lighting; Precision Pilot Controlled Runway Lighting | RWY-Befeuerung, die mit einer speziellen COM-Frequenz eingeschaltet werden kann (7 × innerhalb von 5 s auf der veröffentlichten Frequenz klicken – schaltet die stärkste Leuchtintensität ein; 5 × klicken = mittlere Leuchtintensität; 3 × klicken = schwächste Leuchtintensität oder Licht aus; auf unkontrollierten Plätzen – USA; geht z. B. nach 15 Min. selbstständig wieder aus)                                                                                      |  |
| PCM         | Pulse Coded Modulation                                                | |  |
| PCM         | Pitch Change Mechanism                                                | |  |
| PCN         | Pavement Classification Number                                        | Tragfähigkeitsklassifikationszahl (der Landebahn) |  |
| PCR         | Pavement Classification Rating                                        | |  |
| PCP         | Pilot Call Panel                                                      | |  |
| PCPN        | Precipitation                                                         | Niederschlag |  |
| PCS         | Propulsion Control System                                             | (Boeing 737 NG) – schützt unter anderem die Triebwerke beim Triebwerksstart (überwacht automatisch die Abbruchkriterien für den Triebwerksstart) – beim Inflight start sind diese Schutzmechanismen abgeschaltet; verhindert Triebwerksschäden bei „abnormal ground engine start“ |  |
| PCT         | Percent, Percentage                                                   | Prozent |  |
| PCU         | Passenger Control Unit                                                | |  |
| PCU         | Power Control Unit                                                    | |  |
| PCZ         | Positive Control Zone                                                 | |  |
| PD          | Pilot Deviation                                                       | Pilotenfehler (FAA: errors by a pilot that violate Federal Aviation Regulations.) |  |
| PDAR        | Preferential Departure and Arrival Route                              | |  |
| PDC         | Performance Data Computers                                            | Leistungsdatencomputer – Teil des Flight Management Systems (FMS) |  |
| PDC         | Pre-Departure Clearance                                               | |  |
| PDG         | Procedure Design Gradient                                             | Steiggradient für ein Standard-Instrumenten-Abflugverfahren (SID) – Der normale Gradient beträgt 3,3 % für Starrflügler. Ein abweichender Wert des Gradienten wird mit dem jeweiligen Verfahren veröffentlicht. |  |
| PDI         | Pictorial Deviation Indicator                                         | |  |
| PDM         | Passenger Departure Manifest                                          | |  |
| PDM         | Possible Double Message                                               | |  |
| PDP         | Pre-determined Point Procedure                                        | eine Art von Ausweichflugplatz |  |
| PDP         | Planed Descent Point                                                  | |  |
| PDP         | Pneumatic Duct Pressure                                               | Luftdruck im pneumatischen System (Bleed air, Packs, Druckkabine) |  |
| PDR         | Preferential Departure Route                                          | |  |
| PDR         | Pre-Determined Route                                                  | |  |
| PDS         | Primary Display System                                                | |  |
| PDST        | Pedestal                                                              | Mittelkonsole |  |
| PDT         | Pacific Daylight Time                                                 | |  |
| PE          | Position Error                                                        | Positionsfehler |  |
| PE          | Ice Pellets                                                           | Eiskörner (Wetterschlüssel für METAR und TAF) |  |
| P7E         | Unit Load Device (ULD)                                                | IATA-ID-Code für einen bestimmten Typ Luftfrachtcontainer – 20-Fuß-Palette |  |
| PEA         | Unit Load Device (ULD)                                                | IATA-ID-Code für einen bestimmten Typ Luftfrachtcontainer – Halbpalette |  |
| PEC         | Personal Equipment Connector                                          | Abreisskupplung am Schleudersitz |  |
| PED         | Portable Electronic Device; Personal Electronic Device                | Tragbare elektronische Konsumergeräte – Handys, Laptops, CD-Spieler usw., deren Betrieb aus Flugsicherheitsgründen (besonders bei Starts und Landungen) verboten ist. |  |
| PEF         | Plants and Plant Products (Cargo Code)                                | Pflanzen und Pflanzenprodukte |  |
| PEM         | Meat and Meat Products (Cargo Code)                                   | Fleisch und Fleischprodukte |  |
| PEM         | Performance Engineer Manual                                           | |  |
| PEM         | Personen mit eingeschränkter Mobilität                                | englisch Persons with reduced mobility (PRM) |  |
| PEP         | Peak Envelope Power                                                   | |  |
| PER         | Perishable Goods (Cargo Code)                                         | Verderbliches Transportgut |  |
| PERF        | Performance                                                           | Leistung (des Flugzeuges, der Triebwerke) |  |
| PERF INIT   | Performance Initialisation                                            | eine Seite im Flight Management Computer (Boeing) |  |
| PERM        | Permanent                                                             | dauerhaft; ununterbrochen; z. B. Dauer der Gültigkeit eines NOTAMs – Notice to Airmen |  |
| PES         | Passenger Entertainment System                                        | |  |
| PES         | Fish and Seafood (Cargo Code)                                         | Fisch und Meeresfrüchte |  |
| PET         | Point Of Equal Time                                                   | Punkt gleicher Zeit (auch ETP – Equal Time Point genannt) Bei ETOPS-Flügen der Punkt zwischen zwei ETOPS Alternates, an dem die Flugzeit zu den beiden Airports gleich ist. Nach Überfliegen des PET ist bei Bedarf der nächstfolgende Alternate zu wählen, der nach dem PET eingetragen ist; bei ausgefallenem Triebwerk (1X) gibt es einen anderen PET (PET 1X); PET DC gilt bei Dekompression der Kabine; PET DX gilt bei Dekompression und einem ausgefallenen Triebwerk |  |
| PET 1X      |                                                                       | siehe: PET |  |
| PETC        | Pet in Cabin                                                          | Mitreisendes Haustier (bis 6 kg) in der Kabine einer Passagiermaschine |  |
| PET DC      |                                                                       | siehe: PET |  |
| PET DX      |                                                                       | siehe: PET |  |
| PF          | Pilot Flying                                                          | Der steuernde Pilot (unabhängig davon, wer Pilot In Command – PIC ist) |  |
| PFC         | Primary Flight Computer                                               | (Boeing 777) |  |
| PFC         | Porous Friction Courses                                               | |  |
| PFCS        | Primary Flight Control System                                         | |  |
| PFD         | Primary Flight Display                                                | Primäres Flugdisplay – siehe: Multifunction-Display; Hauptdisplay im Flugzeug (zeigt an: Fluglage, Höhenmesser, Steigrate, Kursanzeiger, Geschwindigkeitsmesser); auch Electronic Attitude Display Indicator (EADI) genannt |  |
| PFE         | Professional Flight Engineer                                          | Flugingenieur (meist für Zelle und Triebwerk – A & P) |  |
| PFJ         | Polar Front Jet                                                       | Polarfrontjetstream; polarer Jetstream (80–2000 kt; in FL 300–350; 60° N im Sommer; 45° N im Winter) |  |
| PFL         | Planned Flight Level                                                  | Geplante Flugfläche |  |
| PFL         | Practice Forced Landing                                               | Notlandeübung |  |
| PFM         | Pre-Flight Message                                                    | |  |
| PG          | Page                                                                  | Seite |  |
| PGE         | Unit Load Device (ULD)                                                | IATA-ID-Code für einen bestimmten Typ Luftfrachtcontainer – 20-Fuß-Palette |  |
| PGM         | Program                                                               | Programm |  |
| PH          | Pilot Handbook                                                        | Pilotenhandbuch |  |
| PHPL        | Privat Helicopter Pilot Licence                                       | Privathubschrauberschein – siehe: Privatpilotenlizenz |  |
| PI          | Performance Inflight                                                  | (Boeing) |  |
| PI          | Previously Incorporated                                               | |  |
| P&I         | Paint & Interior                                                      | |  |
| PIB         | Preflight Information Bulletin                                        | Flugberatungsbulletin (vor dem Abflug erstellt) |  |
| PIC         | Pilot In Command                                                      | Verantwortlicher Luftfahrzeugführer; verantwortlicher Pilot; Kommandant |  |
| PIC         | Pilot In Charge                                                       | Verantwortlicher Luftfahrzeugführer; verantwortlicher Pilot; Kommandant |  |
| PICAO       | Provisional ICAO                                                      | temporäre Organisation bis genügend Staaten die Chicago Convention unterzeichnet haben, danach ICAO |  |
| PICUS       | Pilot In Command Under Supervision                                    | Ein Pilot der eigenverantwortlich ein Luftfahrzeug führt, der aber z. B. weil ihm die entsprechende Lizenz fehlt, mit einem besonderen Flugauftrag fliegt (Ausbildungsflüge) |  |
| PID         | Product Identification Number                                         | |  |
| PIH         | Pilot’s Information Handbook                                          | |  |
| PIM         | Pilot’s Information Manual                                            | Flugzeug-Handbuch für die Piloten – auch Pilot’s Operating Handbook (POH) genannt |  |
| PIP         | Production Improvement Package                                        | (Boeing) |  |
| PIR         | Precision Instrument Runway                                           | |  |
| PIREP       | Pilot Report, Pilot Weather Report                                    | Pilotenwettermeldung (aus dem fliegenden Flugzeug) |  |
| PISTON      | Piston Aircraft                                                       | Flugzeuge mit Kolbentriebwerk (im Gegensatz zu Strahltriebwerk – JET) |  |
| PJA         | Parachute Jumping Area, Drop Zone                                     | Gebiet zum Fallschirmspringen |  |
| PJE         | Parachute Jumping Exercise                                            | Fallschirmabsprungübung |  |
| PKC         | Unit Load Device (ULD)                                                | IATA-ID-Code für einen bestimmten Typ Luftfrachtcontainer – Palette mit Seitenerweiterung |  |
| PKM         |                                                                       | Passagierkilometer |  |
| PK          | Park                                                                  | Park |  |
| PK          | Peak                                                                  | Spitze |  |
| PK WND      | Peak Wind                                                             | Windstärkenspitzen (USA) |  |
| PKO         | Passenger Kilometers Offered                                          | Passagierkilometer |  |
| PKT         | Passagierkilometer                                                    | |  |
| PL          | Power Lever; Throttle; Thrust Lever                                   | Schubhebel, Gashebel |  |
| PLA         | Practice Low Approach                                                 | Übungsanflug im Tiefflug |  |
| PLA         | Unit Load Device (ULD)                                                | IATA-ID-Code für einen bestimmten Typ Luftfrachtcontainer – Palette mit Seitenerweiterung |  |
| PLASI       | Pulse Light Approach Slope Indicator                                  | Spezielle Landebahnbefeuerung (Befeuerung) |  |
| PLB         | Personal Locator Beacon                                               | Notfunkbake – PLB ist für Personen, während EPIRB für Seenotfälle ist und ELT für Flugzeuge |  |
| PLD         | Portable Load Device                                                  | |  |
| PLI         | Pitch Limit Indicator                                                 | |  |
| PLN         | Plan                                                                  | Flugplan im Electronic Flight Instrument System – EFIS – darstellen |  |
| PLNLAW      | Planned Landing Weight                                                | Geplantes Landegewicht |  |
| P-LNS       | Power Lines                                                           | Hochspannungsleitungen |  |
| PLNTOF      | Planned Take Off Fuel                                                 | Kalkulierte Treibstoffmenge zum Zeitpunkt des Abfluges (der Treibstoff zum Anlassen und Taxi wurde bis dahin schon verbrannt) |  |
| PLNTOW      | Planned Take Off Weight                                               | Kalkuliertes Startgewicht |  |
| PLNZFW      | Planned Zero Fuel Weight                                              | Kalkuliertes Gewicht ohne Treibstoff aber mit Zuladung; geplantes Leertankgewicht; geplantes Leerstartgewicht |  |
| PLT         | Pilot                                                                 | Pilot |  |
| PLW         | Unit Load Device (ULD)                                                | IATA-ID-Code für einen bestimmten Typ Luftfrachtcontainer – Palette mit Seitenerweiterung |  |
| PLW         | Performance Landing Weight                                            | höchstzulässiges flugleistungslimitiertes Landegewicht |  |
| PM          | Pilot Monitoring                                                      | Beobachtender Pilot – wurde früher als Pilot Non Flying (PNF; nicht fliegender Pilot) bezeichnet – das Gegenstück zu Pilot Flying (PF) |  |
| PMA         | Permanent Magnet Alternator                                           | (siehe: Wechselstromgenerator, Lichtmaschine, Elektrischer Generator) |  |
| PMA         | Parts Manufacturing Approval                                          | Genehmigung zur Herstellung von Ersatzteilen/Ersatzgeräten |  |
| PMAT        | Portable Maintenance Access Terminal                                  | |  |
| PMC         | Power Management Control                                              | (Boeing – regelt den Triebwerksschub und die Stellung der Schubhebel) |  |
| PMC         | Performance Management Computer                                       | |  |
| PMC         | Unit Load Device (ULD)                                                | IATA-ID-Code für einen bestimmten Typ Luftfrachtcontainer – Palette |  |
| PMCU        | Passenger Medical Clearance Unit                                      | Abteilung für medizinische Beratung von Passagieren – hinsichtlich ihrer Flugtauglichkeit (z. B. bei British Airways) |  |
| PMG         | Permanent Magnet Generator                                            | (siehe: Gleichstrommaschine, Wechselstromgenerator, Lichtmaschine, Elektrischer Generator) |  |
| PMI         | Principal Maintenance Inspector                                       | |  |
| PMP         | Pump                                                                  | Pumpe |  |
| PMS         | Performance Management System                                         | Liefert Kommandos für Längsneigung und Schub an das Digital Flight Guidance System (DFGS) |  |
| PMS         | Unit Load Device (ULD)                                                | IATA-ID-Code für einen bestimmten Typ Luftfrachtcontainer – Schwerlastpalette |  |
| PMUX        | Propulsion Multiplex Unit (on Engine)                                 | (Boeing 747) |  |
| PMW         | Unit Load Device (ULD)                                                | IATA-ID-Code für einen bestimmten Typ Luftfrachtcontainer – Palette mit Seitenerweiterung |  |
| PN          | Prior Notice Required                                                 | vorherige Meldung erforderlich |  |
| PN          | Part Number                                                           | Teile-Nummer |  |
| PND         | Primary Navigation Display                                            | primärer Navigationsbildschirm (Boeing 747) |  |
| PNEU        | Pneumatic                                                             | pneumatisch |  |
| PNF         | Pilot Non Flying                                                      | der Nicht-fliegende-Pilot – wird heute als Pilot Monitoring (PM) bezeichnet – das Gegenstück zu Pilot Flying (PF) |  |
| PNdB        | Perceived Noise in Decibel                                            | Gefühlte Lautstärke in Dezibel |  |
| PNI         | Pictorial Navigation Indicator                                        | |  |
| PNL         | Panel                                                                 | Bedienfeld |  |
| PNR         | Passenger Name Record                                                 | Fluggastdatensatz |  |
| PNR         | Prior Notice Required                                                 | Vorherige Benachrichtigung erforderlich |  |
| PNR         | Point of No Return                                                    | Letzter Umkehrpunkt; Punkt der letzten Umkehrmöglichkeit |  |
| PO          | Dust/Sand Whirls (Dust Devils)                                        | Sand/Staubwirbel (Staubteufel) |  |
| PO          | Outside Air Pressure                                                  | |  |
| PO          | Purchase Order                                                        | |  |
| POB         | Persons On Board                                                      | Anzahl der Personen an Bord (auch: O/B) |  |
| POC         | Private Operator Certificate                                          | |  |
| POEMS       | PreOperational European Mode-S                                        | Von Eurocontrol betriebene Testradarstationen vor der Einführung des Mode-S als Standard für Sekundärradargeräte |  |
| POI         | Principal Operations Inspector                                        | |  |
| POH         | Pilot’s Operating Handbook                                            | Flugzeug-Handbuch für die Piloten – auch Pilot’s Information Manual (PIM) genannt |  |
| POL         | Petrol, Oil and Lubricants                                            | Treibstoff, Motoröl und Schmiermittel |  |
| POR         | Power on Reset                                                        | |  |
| POS         | Position                                                              | Standort |  |
| POSN        | Position                                                              | Standort |  |
| POST        | Pilot Optimized Speed Task                                            | Pilotenoptimierte Geschwindigkeitsaufgabe |  |
| POSS        | Possible                                                              | möglich |  |
| POT         | Potentiometer                                                         | Potentiometer |  |
| PP          | Preepais (Cargo Code)                                                 | Absender zahlt die Beförderungsgebühr |  |
| P1P         | Unit Load Device (ULD)                                                | IATA-ID-Code für einen bestimmten Typ Luftfrachtcontainer – Palette |  |
| P6P         | Unit Load Device (ULD)                                                | IATA-ID-Code für einen bestimmten Typ Luftfrachtcontainer – Palette |  |
| PPA         | Pilot’s Personal Assistent                                            | Datenverarbeitungsanlage und Speicher für die Pilotenaufgaben |  |
| PPC         | Powered Parachute                                                     | Motorisierter Fallschirm; Motorschirm |  |
| PPC         | Pilot Proficiency Check                                               | |  |
| PPC         | Patrol Plane Commander                                                | |  |
| PPC         | Pre-Pay-Check                                                         | Verkaufsinspektion |  |
| PPCP        | Patrol Plane Copilot                                                  | |  |
| PPG         | Powered Paraglider                                                    | Motorisierter Gleitschirm; Motorschirm |  |
| PPH         | Pounds per Hour                                                       | Pfund je Stunde (Treibstoffverbrauch) |  |
| PPI         | Plan Position Indicator                                               | Rundsichtanzeigegerät; Doppelbildschirm, der die Flugzeugposition in Seiten- und Draufsicht zeigt |  |
| PPL         | Private Pilot Licence                                                 | Privatpilotenlizenz |  |
| PPL-A       | Private Pilot Licence (Motor)                                         | Erlaubnis für Privatflugzeugführer – siehe: Privatpilotenlizenz |  |
| PPL-B       | Private Pilot Licence (Motorglider)                                   | Erlaubnis für Motorseglerführer – siehe: Privatpilotenlizenz |  |
| PPL-C       | Private Pilot Licence (Glider)                                        | Erlaubnis für Segelflugzeugführer – siehe: Privatpilotenlizenz |  |
| PPL-D       | Private Pilot Licence                                                 | Erlaubnis für Freiballonführer – siehe: Privatpilotenlizenz |  |
| PPL-E       | Private Pilot Licence (Helicopter)                                    | Erlaubnis für Privathubschrauberführer – heute PPL-H |  |
| PPL-H       | Private Pilot Licence (Helicopter)                                    | Erlaubnis für Privathubschrauberführer – früher PPL-E |  |
| PPLI        | Precise Position Location Indicator                                   | |  |
| PPL-N       | Private Pilot Licence (National)                                      | Erlaubnis für Privatflugzeugführer – Gewicht maximal 750 kg, einmotoriges Flugzeug für maximal 2 Personen zugelassen |  |
| PPNC        | Patrol Plane Navigator/Communicator                                   | |  |
| PPO         | Prior Permission Only                                                 | Nur nach vorheriger Genehmigung (z. B. auf einem privaten Flugplatz) |  |
| PPR         | Prior Permission Required                                             | vorherige Genehmigung erforderlich |  |
| PPS         | Precise Positioning System                                            | |  |
| P-RNAV      | Precision Area Navigation                                             | Präzisionsflächennavigation – das Luftfahrzeug darf eine maximale Ablage (Positionsgenauigkeit) von ±1 NM (1,85 km) haben – nicht so genau ist Area Navigation – B-RNAV |  |
| PROB        | Probability                                                           | Wahrscheinlichkeit (Wetterschlüssel für METAR und TAF) – es wird nur 30 % oder 40 % verwendet; bei größerer Wahrscheinlichkeit: BECMG – becoming; bei geringer Wahrscheinlichkeit – TEMPO – zeitweilig |  |
| PPOS        | Present Position                                                      | Gegenwärtiger Standort |  |
| PPP         | Patrol Plane Pilot                                                    | |  |
| PPR         | Prior Permission Required                                             | Vorherige Genehmigung erforderlich |  |
| PPS         | Precise Positioning Service                                           | Teil des Global Positioning System (GPS) – Genauigkeit: 22 m horizontal, 27,7 m vertikal – genauer als der Standard Positioning Service (SPS) |  |
| PPTC        | Patrol Plane Tactical Coordinator                                     | |  |
| PQP         | Unit Load Device (ULD)                                                | IATA-ID-Code für einen bestimmten Typ Luftfrachtcontainer – Palette |  |
| PR          | Partial                                                               | Teilweise (Wetterschlüssel für METAR und TAF) |  |
| PR          | Preferred Routes                                                      | Bevorzugte Strecken |  |
| PR          | Pressure                                                              | Druck |  |
| PRECIP      | Precipitation                                                         | Niederschlag |  |
| PRED        | Predefined Route                                                      | Vordefinierte Route (wurden erstellt um dem Dispatcher/Flugdienstberater die Arbeit zu erleichtern) |  |
| PRED        | Prediction                                                            | Vorhersage |  |
| PRESFR      | Pressure Falling                                                      | Fallender Luftdruck |  |
| PRESRR      | Pressure Rising                                                       | Steigender Luftdruck |  |
| PRESS       | Pressure                                                              | Druck |  |
| PREV        | Previous                                                              | vorherige |  |
| PRF         | Profile                                                               | Profil (z. B. am Autopiloten: SPD PRF – Sink- oder Steigflug mit konstanter Geschwindigkeit) |  |
| PRF         | Pulse Repetition Frequency                                            | Pulswiederholungsfrequenz – Radar |  |
| PRFG        | Aerodrome Partially Covered by Fog (partially fog)                    | Flughafen teilweise durch Nebel bedeckt |  |
| PRGM        | Program                                                               | Programm |  |
| PRI         | Primary                                                               | (z. B. ENG PRI – Engine Primary) |  |
| PRI         | Pulse Repetition Interval                                             | Pulswiederholungsintervall – Radar |  |
| PRIM        | Primary                                                               | primär |  |
| PRK         | Park                                                                  | Parken |  |
| PRKG        | Parking                                                               | Parken |  |
| PRLL        | Parallel                                                              | parallel |  |
| PRM         | Passengers with Reduced Mobility                                      | Passagiere mit eingeschränkter Mobilität, siehe viennaairport.com (PDF-Datei; 140 kB) |  |
| PRM         | Precision Runway Monitor                                              | System zur frühzeitigen Erkennung von Flugwegabweichungen anfliegender Luftfahrzeuge |  |
| PRMG        | Soviet Instrument Landing System                                      | Russisches Instrumentenlandesystem |  |
| PRML        | Low Purin Meal (Catering Code)                                        | Purinarmes Essen – siehe: Flugzeugessen |  |
| PRMSSN      | Permission                                                            | Genehmigung |  |
| PRN         | Pseudo Random Noise                                                   | Zufällig scheinendes, charakteristisches GPS-Satelliten-Signal |  |
| PRNAV       | Precision RNAV, Precision Area Navigation                             | Präzisions-Flächennavigation (wird RNP-RNAV ablösen – Required Navigation Performance – Precision Area Navigation) PRNAV wird die An- und Abflugrouten optimieren, da es das Navigieren im Nahverkehrsbereich von Flughäfen (unabhängig von bodengebundenen Einrichtungen – z. B. Funkfeuer) ermöglicht |  |
| PROB        | Probability                                                           | Wahrscheinlichkeit (im Wetterschlüssel werden nur 30 % und 40 % verwendet) |  |
| PROC        | Procedure                                                             | Verfahren |  |
| PROG        | Progress                                                              | Fortschritt, Fortschreiten |  |
| PROH        | Prohibited                                                            | verboten |  |
| PROJ        | Projection                                                            | Projektion |  |
| PROP        | Propeller Aircraft                                                    | Propellerflugzeuge – siehe: Motorflugzeug |  |
| PROT        | Protection                                                            | Schutz (z. B. Fire prot) |  |
| PROV        | Provisional                                                           | vorläufig |  |
| PROX        | Proximity                                                             | Nähe |  |
| PRSOV       | Pressure Regulating and Shutoff Valve                                 | Druckregulierungs- und Abschaltventil |  |
| P/RST       | Push to Reset                                                         | (Knopf) drücken – für einen Systemneustart (z. B. A/T P/RST; A/P P/RST; FMC P/RST) |  |
| PRT         | Power Recovery Turbines                                               | |  |
| PRV         | Pressure Relief Valve                                                 | Druckentlastungsventil (auch am Schnellkochtopf) |  |
| PRV         | Pressure Regulating Valve                                             | Druckregulierventil |  |
| PS          | Plus                                                                  | Plus |  |
| PS          | Horse Power (HP)                                                      | Pferdestärke |  |
| P/S         | Pitot Static                                                          | Pitot-Statik-System |  |
| PSBL        | Possible                                                              | möglich |  |
| PSC         | Preset Course                                                         | Voreinstellung des Kurses |  |
| PSC         | Performance Seeking Control                                           | |  |
| PS&D        | Plans, Scheduling and Documentation                                   | |  |
| PSEU        | Proximity Switch Electronic Unit                                      | Annäherungsschalter – elektronische Einheit; teilt die Position oder den Zustand einer Systemkomponente mit: z. B. Landeklappen, Fahrwerk, Türen; bei der B737 NG kontrolliert die PSEU: die Start- und Landekonfigurationswarnung, das Fahrwerk Transferventil (transfer valve), die Fahrwerk-Positionsanzeige und -warnung, Warnung bei ausgefahrenen Speedbrakes |  |
| PSG         | Passing                                                               | passieren, Vorbeiflug |  |
| PSGR        | Passengers                                                            | Passagiere |  |
| PSH         | Preset Heading                                                        | Voreinstellung der Flugrichtung (anliegender Kurs) |  |
| PSI         | Pounds per Square Inch                                                | Druckeinheit |  |
| PSIG        | Pound per Square Inch Gauge, Pound per Square Inch Gage               | Druckmessgerät, das in der Einheit PSI misst; PSIG und PSI werden synonym für die Maßeinheit des Drucks verwendet – z. B. der Druck am Ausgang einer Turbine |  |
| PSM         | Procedures Specification Manual                                       | |  |
| PSM         | Passenger Service Message                                             | Informationen über an Bord befindliche Personen, z. B. WCH, MAAS usw. |  |
| PSN         | Position                                                              | Standort (Beispiel: parking PSN) |  |
| PSN         | Packet Switched Network                                               | |  |
| PSP         | Pierced Steel Plank(s)                                                | Stahlrostplatte(n) |  |
| PSR         | Primary Surveillance Radar                                            | Rundsicht-Primärradar |  |
| PSR         | Point of Safe Return                                                  | Punkt, an dem eine sichere Umkehr möglich ist |  |
| PSR         | Packed Snow on Runway                                                 | |  |
| PSS         | Passenger Service System                                              | (Boeing 747) |  |
| PST         | Pacific Standard Time                                                 | (Zeitzone) |  |
| PSU         | Passenger Service Unit, Passenger Overhead Panel                      | Bedienfeld über jedem Passagiersitz (Licht, Luft, Ruftaste, Sauerstoffmasken, neuerdings bei einigen Flugzeugmodellen und Fluglinien auch die Schwimmwesten) |  |
| PSX         | Passenger                                                             | Passagiere; Fluggast – wird als Last von 93 kg inklusive Gepäck gerechnet; wesentlich gebräuchlicher ist PAX |  |
| PSYS        | Pressure Systems                                                      | Druckzentren (Lage und Fronten, sowie erwartete Entwicklung) |  |
| PT          | Procedure Turn                                                        | Verfahrenskurve; Standard Verfahrenskurve (bei dieser Kurve dauert eine 180° Kurve genau eine Minute; ein 360° Kreis – 2 Minuten. Der Wendekoordinator zeigt die richtige Schräglage dazu an. Die entsprechende Flügelspitze muss genau auf die „R“ oder „L“ – Markierung zeigen) |  |
| PT          | Point                                                                 | Punkt, Position |  |
| PT2, PT2    | Engine Inlet Pressure                                                 | Druck am Triebwerkseinlass (Boeing 747) |  |
| PTC         | Pack Temperature Controller                                           | (Klimaanlage (Flugzeug)) |  |
| PTH         | Path                                                                  | Pfad |  |
| PTH         | Pitch                                                                 | Nicken (um die Querachse); Rotation des Flugzeugs um seine Transversalachse (das Heben und Senken der Flugzeugnase) (siehe: Flugmanöver) |  |
| PTL         | Turbo Prop Engine                                                     | Propeller-Turbinen-Luftstrahltriebwerk (auch kurz Turboprop genannte Triebwerksart) |  |
| PTM         | Passenger Transfer Message                                            | Information über Weiterflüge von an Bord befindlichen PAX |  |
| PTMS        | Power Thermal Management System                                       | |  |
| PTN         | Procedure Turn                                                        | Verfahrenskurve |  |
| PTO         | Please Turn Over                                                      | |  |
| PTO         | Part Time Operation                                                   | Nur zeitweilig in Betrieb |  |
| PTOT        | Provisional Take-Off Time                                             | Vorläufige Startzeit (in der Central Flow Management Unit – der Flugbewegungskoordination der ECAC in Brüssel) |  |
| PTOW        | Planned Takeoff Weight                                                | |  |
| PTOW        | Performance Take-Off Weight                                           | höchstzulässiges flugleistungslimitiertes Startgewicht |  |
| PTP         | Point-To-Point (Operations)                                           | |  |
| PTS         | Pitch Trim System                                                     | Trimmen der Höhenruder gegen Hochlast |  |
| PTS         | Practical Test Standards                                              | Mindestanforderungen für die praktische Flugprüfung |  |
| PTS         | Polar Track Structure                                                 | |  |
| PTT         | Press-to-talk (button or switch), Push-to-talk                        | drücken und sprechen (Schalter) |  |
| PTTN        | Pattern                                                               | Muster; Platzrunde |  |
| PTU         | Power Transfer Unit                                                   | Die PTU ist ein hydraulisches Notversorgungssystem, das für eine Leistungsübertragung zwischen zwei getrennten Hydraulikkreisläufen sorgt |  |
| PTV         | (Individual) Passenger TV                                             | Individuelles Fernsehen für Passagiere |  |
| PUF         | Pilot und Flugzeug                                                    | Abkürzung für das in Deutschland herausgegebene Magazin für die GA (Allgemeine Luftfahrt) namens „Pilot und Flugzeug“. Ehemaliger Chefredakteur war Heiko Teegen, der bei einer Ausfahrt mit dem Motorrad an den Folgen einer allergischen Reaktion nach einem Wespenstich starb. |  |
| PUR         | Purser                                                                | Kabinenchef |  |
| PV          | Priority Valve                                                        | |  |
| PVASI       | Pulsating Visual Approach Slope Indicator                             | Pulsierende Gleitwinkelbefeuerung |  |
| PVGI        | Pulsating Visual Glidescope Indicator                                 | Pulsierende Gleitwinkelbefeuerung |  |
| PVD         | Paved                                                                 | gepflastert |  |
| PVD         | Paravisual Display                                                    | (Für low-visibility take-off Boeing 747) |  |
| PVMNT       | Pavement                                                              | Pflasterung |  |
| PVT         | Private; Private Operator                                             | privat; private Betreiber |  |
| PW          | Pratt & Whitney                                                       | Turbinenhersteller (z. B. PW 610 F Triebwerk) |  |
| PWI         | Proximity Warning Indicator                                           | In der Funktion dem Ground Proximity Warning System ähnliches Annäherungswarnsystem – eventuell noch mit optischem Sensor |  |
| PWR         | Power                                                                 | Leistung; Kraft; Energie |  |
| PWR MGT     | Power Management                                                      | |  |
| PWS         | Predictive Windshear System                                           | Scherwind-Voraussage-System |  |
| PY          | Spray                                                                 | Leichte Sichtbeeinträchtigung durch Niederschläge (Wetterschlüssel für METAR und TAF) |  |
| PYP         | Unit Load Device (ULD)                                                | IATA-ID-Code für einen bestimmten Typ Luftfrachtcontainer – Q-Palette (nur für Boeing 747) |  |
| PZA         | Unit Load Device (ULD)                                                | IATA-ID-Code für einen bestimmten Typ Luftfrachtcontainer – 16-Fuß-Palette |  |

zum Buchstabenanfang – P

### Q
(zum nächsten Buchstaben – R) … (zum Anfang der Liste)
QA, QC, QD, QE, QF, QH, QM, QN, QP, QQ, QR, QT, QU, QV, QZ
| Q           | Quebec | Int. Buchstabieralphabet (ICAO-Alphabet) |
| Q           | QNH | (z. B. Q1036 = 1036 hPa; bei US-Angaben in Inch Mercury wird stattdessen A verwendet) |
| QA          | Quality Assurance | Qualitätssicherung |
| QAD         | Quick Attach Detach | |
| QAP         | Quality Assurance Plan | Qualitätssicherungs-Plan |
| QAR         | Quick Access Recorder | Datenrekorder; Ergänzung zu Flight Data Recorder (FDR) und Cockpit Voice Recorder (CVR), nicht crashsicher, dafür aber nach einem Zwischenfall direkt mit einem Laptop auszulesen |
| QC          | Quick Change (Aircraft) | Schnellumrüstung (der Kabinenausstattung) – Verkehrsflugzeuge, die durch schnelles Umrüsten der Kabinenausstattung für Passagier-, Fracht- oder Postbeförderung eingesetzt werden können |
| Q-CLB       | Quiet Climb | lärmreduzierter Steigflug |
| QD          | Quick Donning | |
| QDM         | Magnetic Heading (no wind) | Missweisender Steuerkurs (bei Windstärke 0) zur Station; Missweisender Kompasskurs vom Flugzeug zum Funkfeuer. QDM wird direkt vom RMI angezeigt |
| QDR         | Magnetic Bearing | Missweisende Peilung von einem Bodensender zu einem Flugzeug |
| QDR         | Quality Defect Report | |
| QDR         | Quality Deficiency Report | |
| QEC         | Quick Engine Change | |
| QEC         | Quick Engine Change Unit | |
| QEC         | Quadrantral Error Corrector | |
| QFA         | Route Weather Forecast | Streckenwettervorhersage |
| QFE         | Local Station Pressure; Height Above Airport; Field Elevation; Pressure at Aerodrome Atmospheric pressure at aerodrome elevation (or at runway threshold); Atmospheric Pressure at Aerodrome Elevation (or at runway threshold) in den USA nur Subscale Setting                 | Luftdruck in Platzhöhe; Luftdruckeinstellung am Höhenmesser auf Platzhöhe; Höhe über Flugplatz; Luftdruck in Flugplatzhöhe (oder an der Start-Landebahnschwelle) (Artikel: Flughöhe); QFE ist der Luftdruckwert, der nicht auf Platzniveau reduziert wurde. Dadurch wird die Höhe über Grund (beim Flugplatz) angezeigt. Die QFE-Einstellung gilt nur in Platznähe. Gegensatz zu QFE zeigt die QNH-Einstellung, die die Höhe über MSL (NN) an. |
| QFF         | | Luftdruck, unter Benutzung aktueller Wetterwerte reduziert auf Meeresspiegelhöhe |
| QFG         | | Als Frage: Bin ich über Ihrer Station? Als Antwort: Sie sind über meiner Station. |
| QFH         | | Als Frage: Darf ich unter die Wolken sinken? Als Antwort: Sie dürfen unter die Wolken sinken. |
| QFO         | | Als Frage: Darf ich sofort landen? Als Antwort: Sie dürfen sofort landen. |
| QFR         | | Als Frage: Scheint mein Fahrwerk beschädigt zu sein? Als Antwort: Ihr Fahrwerk scheint beschädigt zu sein. |
| QFU         | Magnetic Orientation of Runway In Use | Missweisende Richtung der Startbahn; Ausrichtung der aktiven Start-/Landebahn relativ zum magnetischen Meridian; Missweisende Richtung der Start-/Landebahn; Missweisende Landebahnrichtung |
| QHI         | Qualified Helicopter Instructor | |
| QM          | Quality Management | Qualitätsmanagement |
| QMP         | Quality Management Plan | Qualitätsmanagement-Plan |
| QMS         | Quality Management System | Qualitätsmanagement-System |
| QNE         | Altimeter Setting | Höhe bei Standarddruck (STD); QNE ist der Standardluftdruck (1013,25 mbar), der ab dem Transitions-Level (TRL) verwendet wird, damit die Flugflächen in allen Flugzeugen gleich sind |
| QNH         | Altimeter Setting; ASL Altitude; in den USA nur Subscale Setting; Atmospheric pressure reduced to MSL by ICAO Standard Atmosphere and Altimeter sub-scale setting to obtain aerodrome elevation when on the ground. The barometric pressure as reported by a particular station | Höhenmessereinstellung – Luftdruck am Flugplatz, bezogen auf Meereshöhe; Luftdruckeinstellung am Höhenmesser auf umgerechnete Meereshöhe; Höhe über Meeresspiegel; Luftdruck reduziert auf Meereshöhe mit ICAO-Standardatmosphäre und Skaleneinstellung am Höhenmesser, damit bei der Landung die Flugplatzhöhe angezeigt wird; Luftdruck, unter Benutzung der Werte der ISA reduziert auf Meeresspiegelhöhe (Artikel: Flughöhe)               |
| . QOP       | Quality Operating Procedures | |
| QOS         | Quality of Service | |
| QP          | Quality Procedure | |
| QPM         | Quality Policy Manual | |
| QRA         | Quick Reaction Alert | |
| QRC         | Quick Reference Checklist; Quick Reaction Checklist | Schnell-Checklist für Notfälle |
| QRG         | Quick Reference Guide | |
| Q Route     | | Bezeichnung für RNAV-Routen in den USA |
| QRH         | Quick Reference Handbook | Kurzanleitung; Auszug aus dem Betriebshandbuch |
| Q-Schlüssel | Flugfunk-Abkürzung | |
| QSAR        | Qualification Similarity Analysis Report | Schriftliche Analyse des Einflusses einer Designveränderung auf die Qualifikation |
| QSM         | Quality Safety Manager | |
| QSR         | Quality Safety Requirement | |
| QT          | Qualification Test | |
| QTA         | Cancel | streichen |
| QTE         | Line of Position (true); True bearing from a station | Rechtweisende Funkstandlinie; rechtweisende Richtung von der Station |
| QTG         | Qualification Test Guide | |
| QTI         | Quantity (Cargo Code) | Menge |
| QTP         | Qualification Test Plan | Entwicklungsunterlage, die den Testumfang während der Qualifikationskampagne definiert |
| QTR         | Qualification Test Report | Ergebnisse der Qualifikationskampagne |
| QTRS        | Quarters | |
| QTY         | Quantity | Menge |
| QUAD        | Quadrant, Quadrantal | Quadrant |
| QUJ         | True bearing to a station | Rechtweisende Peilung; rechtweisende Richtung zur Station |
| QVL         | Qualified Vendor List | |
| QZSS        | Quasi-Zenith Satellite System | |

zum Buchstabenanfang – Q

### R
(zum nächsten Buchstaben – S) … (zum Anfang der Liste)
RA, RB, RC, RD, RE, RF, RG, RH, RI, RK, RL, RM, RN, RO, RP, RQ, RR, RS, RT, RU, RV, RW, RX, RZ
| R             | Romeo                                                                                   | Int. Buchstabieralphabet (ICAO-Alphabet) |
| R             | Radial                                                                                  | Radial (Kursangabe von einer VOR- oder TACAN-Station zu einem Flugzeug, entspricht dem QDR) |
| R             | Radar                                                                                   | Radar; ATC RADAR (siehe: Flugverkehrskontrolle) |
| R             | Right (Runway identification)                                                           | Rechts (Start-/Landebahn-Bezeichnung) |
| R ( + number) | Red (or Romeo)                                                                          | Rote Luftstraße (+ Zahl) |
| R             | Restricted Area (followed by identification)                                            | Flugbeschränkungsgebiet (gefolgt von einer näheren Bezeichnung) – siehe auch: Flugverbotszone |
| RE            | Reynolds Number                                                                         | Reynolds-Zahl |
| RA            | Radio Altitude; Radar Altitude                                                          | Radarhöhe; Höhe über Grund gemessen mit einem Radarhöhenmesser |
| RA            | Radio Altimeter                                                                         | Radarhöhenmesser |
| RA            | Resolution Advisory                                                                     | Ausweichempfehlung (vom TCAS) |
| RA            | Rain                                                                                    | Regen (Wetterschlüssel für METAR und TAF) |
| RA            | Risk Analysis                                                                           | |
| RA4           | Unit Load Device (ULD)                                                                  | IATA-ID-Code für einen bestimmten Typ Luftfrachtcontainer – Kühliglu |
| RAA           | Remote Airport Advisory                                                                 | Die Service-Station ist nicht am Landeplatz stationiert, hat aber eine eigene Boden-Luft-Frequenz oder Tower-Frequenz (während der Tower geschlossen ist) – u. a. automatische Wetterberichte            |
| RAA           | Recreational Aviation Australia                                                         | Ehemals Australian Ultralight Federation (AUF) der Dachverband der Ultraleichtflieger in Australien |
| RAA           | Regional Airline Association                                                            | |
| RAAF          | Royal Australian Air Force                                                              | australische Luftwaffe |
| RAAS          | Runway Awareness and Advisory System                                                    | (Boeing B777) |
| RA-Aus        | Recreational Aviation Australia                                                         | ehemals Australian Ultralight Federation (AUF) der Dachverband der Ultraleichtflieger in Australien |
| RABFAC        | Radar Beacon Forward Air Controller                                                     | |
| RABS          | Reverse Actuated Bleed Air                                                              | |
| RAC           | Rules Of The Air And Air Traffic Services                                               | Luftverkehrsregeln und Flugverkehrsdienste – AIP RAC |
| RACON         | Radar Beacon                                                                            | |
| RAD           | Radar; Radar Control                                                                    | Radar |
| RAD           | Radius, Radial                                                                          | im Umkreis (z. B. von 5 nm) |
| RAD           | Radio                                                                                   | Funk |
| RAD           | Route Availability Document                                                             | Dokument zur Luftstraßen-Ressourcenplanung (andere Bezeichnung für Traffic Orientation Scheme – TOS) |
| Radar         | Radio Detection and Ranging                                                             | Wörtlich: Funk-Erkennung und -Abstandsmessung |
| RADAY         | Radio Day                                                                               | |
| RADC          | Regional Air Defense Commander                                                          | |
| RADINT        | Radar Intelligence                                                                      | |
| RADNET        | Radar Data Interchange Network                                                          | Netzwerk von Radar-Anlagen |
| RADZ          | drizzle                                                                                 | Sprühregen |
| RAE           | Royal Aircraft Establishment                                                            | britisches Luftfahrtunternehmen |
| RAeS          | Royal Aeronautical Society                                                              | weltweite Institution, die sich mit den vielseitigen Aspekten der Luft- und Raumfahrt beschäftigt |
| RAF           | Royal Air Force                                                                         | Britische Luftwaffe |
| RAFC          | Regional Area Forecast Centre                                                           | Regionale Gebietsvorhersagezentrale |
| RAFIS         | Radar-Assisted Flight Information Service                                               | Militärischer Radar-Fluginformationsdienst z. B. für Polygone |
| RAGF          | Remote air-ground facility                                                              | |
| RAI           |                                                                                         | Italienische Luftfahrtbehörde |
| RAIL          | Runway Alignment Indicator Lights                                                       | Seitenreihenbefeuerung |
| RAIM          | Receiver Automodus Integrity Monitoring                                                 | Automatischer Empfänger zur Selbstüberwachung der GPS-Geräte (im Empfänger eingebautes System überprüft die Integrität der GPS-Sender)                                                                   |
| RAIM FD       | Receiver Autonomous Integrity Monitoring with Fault Detection                           | siehe: RAIM |
| RAIS          | Remote Airport Information Service                                                      | |
| RPCON         | Radar Approach Control                                                                  | |
| RAG           | Runway Arrest Gear                                                                      | Fangvorrichtung |
| RAI           | Runway Alignment Indicator                                                              | Bahnausrichtungsanzeiger |
| RAIL          | Runway Alignment Indicator Lights                                                       | Bahnausrichtungsanzeigelichter |
| RAIM          | Receiver Autonomous Integrity Monitoring                                                | Automatischer Empfänger zur Selbstüberwachung der GPS-Geräte (im Empfänger eingebautes System überprüft die Integrität der GPS-Sender)                                                                   |
| RAM           | Radar Absorbant Material                                                                | Radar absorbierende Materialien – siehe: Tarnkappentechnik |
| RAM           | Random Access Memory                                                                    | Speicher mit wahlfreiem Zugriff |
| RAMCC         | Regional Air Movement Coordination Center                                               | |
| RAO           | Regional Airworthiness Office                                                           | |
| RAOB          | Rawindsonde Observation                                                                 | Wetterbeobachtung mittels einer kombinierten Radiosonde und Radar-Windbeobachtung |
| RAOC          | Regional Air Operations Center                                                          | |
| RAP           | Reclearance Airport                                                                     | |
| RAP           | Recognized Air Picture                                                                  | |
| RAPCON        | Radar Approach Control Center, Radar Approach Control (USAF)                            | |
| RAR           | Radar Arrival Route                                                                     | |
| RAR           | Real Aperture Radar                                                                     | siehe: Side-Looking-Airborne-Radar – SLAR |
| RAREP         | Radar Weather Reports                                                                   | Radar-Informationen über Gewitter und Niederschläge |
| RASA          | Radar Advisory Service Area                                                             | |
| RAT           | Ram Air Turbine                                                                         | Ram-Air-Turbine (umgangssprachlich „Ratte“, abgeleitet aus dem englischen Begriff) |
| RAT           | Ram Air Temperature                                                                     | |
| RATCF         | Radar Air Traffic control Facility (US Navy)                                            | |
| RATO          | Rocket Assisted Take Off                                                                | Raketenunterstützter Flugzeugstart |
| RATT          | Radio Teletype                                                                          | |
| RB            | Relative Bearing                                                                        | Funkseitenpeilung; relative Peilung (Seitenpeilung bezogen auf Flugzeuglängsachse) |
| RBE           | Remain-Behind Equipment                                                                 | |
| RBI           | Relative Bearing Indicator                                                              | Anzeige für relative Peilung (ADF) – ein Radiokompass |
| RBN           | Radio Beacon                                                                            | Funkbake |
| RC            | Rate of Climb                                                                           | Steigrate |
| RC            | Road Reconnaissance                                                                     | |
| RC            | Reconnaissance (Aircraft)                                                               | Aufklärungsflugzeug (z. B. RC-135) |
| RC            | SOUTH Regional Command South (NATO)                                                     | |
| R/C           | Radio Controlled                                                                        | funkferngesteuert |
| RCA           | Reach Cruising Altitude                                                                 | Erreichen der Reiseflughöhe |
| RCAF          | Royal Canadian Air Force                                                                | Kanadische Luftwaffe |
| RCAG          | Remote Communications Air/Ground Facility                                               | |
| RCC           | Rescue Coordination Center                                                              | SAR-Leitstelle; Rettungs-Koordinations-Zentrum |
| RCD           | Record                                                                                  | aufzeichnen |
| RCDR          | Recorder                                                                                | Rekorder |
| RCF           | Radio Communication Failure                                                             | Funkausfallmeldung |
| RCL           | Runway Center Line                                                                      | Start- und Landebahn Mittellinie |
| RCL           | Recall                                                                                  | erinnern, wiedererinnern, wiederholen |
| RCL           | Deeply Refrigerated Gas/Cryogenic Liquids (Cargo Code)                                  | Flüssiggas |
| RCL           | Request for Clearance                                                                   | |
| RCLL          | Runway Centre Line Lights                                                               | Start- und Landebahn Mittellinienbefeuerung |
| R-CLB         | Reduced Climb                                                                           | reduzierte Steigflugleistung |
| RCLM          | Runway Centre Line Marking                                                              | Start- und Landebahn Mittellinienmarkierung |
| RCLS          | Runway Centerline Lighting System                                                       | Start- und Landebahn Mittellinienbefeuerung |
| RCM           | Corrosive Material (Cargo Code)                                                         | Korrosives Material – (Gefahrgutklasse) |
| RCMND         | Recommended                                                                             | empfohlen |
| RCO           | Remote Communications Outlet                                                            | Sprechfunk Relais-Station |
| RCP           | Radio Control Panel, Radio Communication Panel                                          | |
| RCP           | Required Communication Performance                                                      | |
| RCPL          | Restricted Commercial Pilot License                                                     | Eingeschränkte Berufspilotenlizenz |
| RCR           | Runway Condition Reading                                                                | |
| RCS           | Radar Cross Section                                                                     | Radarquerschnitt – siehe: Tarnkappentechnik |
| RCT           | Ramp Control Tower                                                                      | |
| RCVR          | Receiver                                                                                | Empfänger |
| RCVS          | Receives (Only)                                                                         | empfängt nur |
| RCX           | Explosives (Cargo Code)                                                                 | Explosives Material – (Gefahrgutklasse) |
| RD            | Rapid Decompression                                                                     | Plötzlicher Druckverlust |
| R&D           | Research and Development                                                                | Forschung und Entwicklung |
| RDD           | Required Delivery Date                                                                  | |
| RDF           | Radio Direction Finder                                                                  | |
| RDH           | Reference Datum Height (for ILS)                                                        | ILS-Bezugshöhe über der Schwelle; Überflughöhe der Antenne eines Luftfahrzeugs über der Schwelle bei einem Präzisionsanflug (ILS)                                                                        |
| RDIS          | Remaining Distance                                                                      | Verbleibende Flugstrecke |
| RDL           | Radial                                                                                  | Leitstrahl |
| RDMI          | Radio Distance Magnetic Indicators                                                      | Radiokompass (RMI); Kompassrose (dreht sich automatisch), ein dicker und ein dünner Zeiger (wahlweise für VOR und NDB schaltbar), 2 DME-Anzeigen (DME-1, DME-2)                                          |
| RDO           | Radio                                                                                   | Funk |
| RDPS          | Radar Data Processing System                                                            | |
| RDR           | Radar                                                                                   | Radio Detection And Ranging |
| RDR           | Radar Departure Route                                                                   | Abflugroute per Fluglotsenanweisung |
| RDRMI         | Radio Digital Distance Magnetic Indicator                                               | Abflugroute per Fluglotsenanweisung |
| RDY           | Ready                                                                                   | bereit, fertig |
| RE            | Right Engine                                                                            | rechtes Triebwerk |
| RE            | Recent                                                                                  | vor kurzem; vorherige; während der letzten Stunden |
| RE            | Reynolds Number                                                                         | Formelzeichen für Reynolds-Zahl |
| RE            | Reynolds Number                                                                         | Reynolds-Zahl |
| REC           | Receive, receiver                                                                       | Empfangen, Empfänger |
| REC           | Reclearance in flight                                                                   | Freigabeänderung während des Fluges |
| REC           | Recreation                                                                              | Erholung |
| RECD          | Recorded                                                                                | aufgezeichnet |
| RECIRC        | Recirculation, Recirculate                                                              | (Luft-)Umlauf; Umwälzung |
| RECLPT        | Reclearance Point                                                                       | Reclearancepunkt |
| RED           | Red                                                                                     | Rot (Wetterschlüssel) – Militär – Hauptwolkenuntergrenze und Bodensicht unter Amber oder unter GCA-Minima; (siehe: Color-Code)                                                                           |
| REDL          | Runway Edge Lights                                                                      | Startbahnseitenbegrenzungslichter |
| REF           | Reference                                                                               | Referenz (Bezugswert) |
| REF           | Reference To; Refer To                                                                  | Beziehen auf, Referenz (Bezugswert) |
| REF           | Refuge                                                                                  | Refugium (Wildtierreservat) |
| REFL          | Refueling                                                                               | auftanken |
| REFRIG        | Refrigeration                                                                           | Kühlung |
| REFUL         | Refueling                                                                               | auftanken |
| REFU          | Remaining Fuel                                                                          | verbleibender Treibstoff |
| REG           | Registration                                                                            | Luftfahrzeugkennzeichen |
| REG           | Regulator                                                                               | Regler |
| REGL          | Regular                                                                                 | regulär, normal |
| REIL          | Runway End Identifier Lights                                                            | Start- und Landebahn-Endbefeuerung |
| REJ           | Reject Message                                                                          | Ablehnungsmeldung |
| REL           | Release                                                                                 | loslassen, freilassen, entspannen |
| REL           | Runway End Lights                                                                       | Endbefeuerung der Start- und Landebahn |
| RELCTD        | Relocated                                                                               | disloziert |
| REM           | Remaining                                                                               | verbleibend |
| REM           | Remark                                                                                  | Bemerkung |
| REP           | Report                                                                                  | Meldung |
| REP           | Reporting Point                                                                         | Meldepunkt |
| REP           | Repellent                                                                               | Abwehrmittel, Scheibenwaschmittel für die Frontscheibe (wasserabstoßend – water repellent) |
| REPEL         | Repellent                                                                               | Abwehrmittel, Scheibenwaschmittel für die Frontscheibe (wasserabstoßend – water repellent) |
| REQ           | Request                                                                                 | ersuchen |
| REQ           | Required; Requirement                                                                   | erforderlich; Erfordernis |
| REQTOF        | Required Take Off Fuel                                                                  | Notwendiger Mindesttreibstoff |
| RERA          | Recent Rain                                                                             | Neue Regenfront |
| RES           | Reservation                                                                             | Reservierung; Sitzplatzbuchung |
| RES           | Reserve                                                                                 | Reserve |
| RES           | Reservoir                                                                               | Wasser-Reservoir |
| RESA          | Runway End Safety Area                                                                  | Eine definierte ebene Sicherheitszone vor und hinter der Start-/Landebahn |
| RESCAP        | Rescue Combat Air Patrol                                                                | |
| RESP          | Respective                                                                              | jeweilige |
| REST          | Restaurant                                                                              | Restaurant |
| RESTR         | Restricted; Restriction                                                                 | eingeschränkt; Einschränkung |
| RET           | Rapid Exit Taxiway                                                                      | Schnellabrollweg |
| RETIL         | Rapid Exit Taxiway Indicator Lights                                                     | Hinweisbefeuerung für Schnellabrollwege |
| REU           | Remote Electronics Unit                                                                 | |
| REV           | Revision                                                                                | Berichtigung |
| REV           | Reverse, Reverser                                                                       | rückwärts, zurück, umdrehen; Schubumkehr |
| RF            | Registered Facility                                                                     | Registrierte Ausbildungseinrichtung |
| RF            | Radio Facility                                                                          | Funknavigationseinrichtung |
| RF            | Radio Frequency                                                                         | Funkfrequenz (siehe Frequenzband) |
| RF            | Radio Failure                                                                           | Funkausfall |
| RF            | Release Fuel                                                                            | |
| RF            | Reserve Fuel                                                                            | Reservetreibstoff (muss für 30 Minuten reichen) |
| RF            | Refill                                                                                  | nachfüllen; wieder auffüllen |
| RF            | Radius to Fix                                                                           | für RNP APCH |
| RFC           | Radio Facility Chart                                                                    | Funknavigationskarte |
| RFDS          | Royal Flying Doctor Service of Australia                                                | |
| RFF7          | Rescue Fire Fighting ICAO Category 7                                                    | |
| RFG           | Flammable Gas (Cargo Code)                                                              | Brennbares Gas |
| RFL           | Flammable Liquid (Cargo Code)                                                           | Brennbare Flüssigkeit – (Gefahrgutklasse) |
| RFL           | Refill                                                                                  | nachfüllen; wieder auffüllen |
| RFL           | Reflected                                                                               | reflektiert |
| RFL           | Required Field Length                                                                   | benötigte Pistenlänge (Start- und Landebahn) |
| RFL           | Requested Flight Level                                                                  | |
| RFLCTRS       | Reflectors                                                                              | Reflektoren |
| RFLG          | Refueling                                                                               | auftanken |
| RFO           | Routine Flight Operations                                                               | |
| RFP           | Replacement Flight Plan                                                                 | Ersatzflugplan |
| RFS           | Flammable Solids (Cargo Code)                                                           | Brennbarer Feststoff – (Gefahrgutklasse) |
| RFS           | Route Feeder Service (Cargo Code)                                                       | Luftfrachtersatzverkehr; Straßenersatzverkehr – LKW-Transport von Luftfracht |
| RFSC          | Rubberized Friction Seal Coat                                                           | |
| RFTS          | Request for Technical Support                                                           | Bitte um technische Unterstützung |
| RFW           | (Restricted, Flammable, Water) (Cargo Code)                                             | Substanzen, die in Kontakt mit Wasser brennbare Gase bilden – (Gefahrgutklasse) |
| RG            | Range                                                                                   | Reichweite |
| RG            |                                                                                         | Rettungsgerät |
| RGDS          | Regards                                                                                 | Grüße |
| RGS           | Remote Ground Station, VHF Ground Station                                               | Am Boden stationierte Sender/Empfänger für die Kommunikation mit Flugzeugen |
| RGT           | Right                                                                                   | Rechts |
| RGX           | Explosives (Cargo Code)                                                                 | Explosivmaterial (Gefahrgutklasse) |
| RH            | Right Hand                                                                              | rechts (z. B. RH Engine – rechtes Triebwerk) |
| RH            | Right Hand (Pattern)                                                                    | (Platzrunde) im Uhrzeigersinn fliegen |
| RHAW          | Radar Homing and Warning                                                                | Radarwarnanlage |
| RHF           | Harmful (Cargo Code)                                                                    | Schädliche Stoffe – (Gefahrgutklasse) |
| R/I           | Remove/Install                                                                          | an- und abmontierbar |
| RIAS          | Runway Incursion Alerting System                                                        | |
| RIF           | Reclearance in Flight                                                                   | Freigabenänderung während des Fluges |
| RII           | Required Inspection Time                                                                | |
| RIO           | Radar Intercept Officer                                                                 | Waffensystemoffizier |
| RIS           | Infectious substances (Risk) (Cargo Code)                                               | Infektiöse Substanzen (Gefahrgutklasse) |
| RITTR         | Area Navigation Instrument Flight Rules Terminal Transition Route                       | |
| RJ            | Regional Jet                                                                            | Ragionaljet; (ungebräuchlich: Regional-Strahlflugzeug) – verdrängt immer mehr die Turboprops; siehe: Regionalverkehrsflugzeug                                                                            |
| RKN           | Unit Load Device (ULD)                                                                  | IATA-ID-Code für einen bestimmten Typ Luftfrachtcontainer – Kühl LD3 |
| RL            | Runway Lighting                                                                         | Start-/Landebahn-Befeuerung |
| RL            | Rhumb Line                                                                              | Kursgleiche, Loxodrome |
| RLCE          | Request Level Change En Route                                                           | Flugflächenänderung im Reiseflug anfragen |
| RLD           | Rijksluchtvaartdienst                                                                   | Niederländische Luftfahrtbehörde |
| RLG           | Ring Laser Gyroscope                                                                    | Laserkreisel (für das Inertiale Navigationssystem – INS) |
| RLLNG         | Rolling                                                                                 | rollend (z. B. rollender Start – ohne nochmaliges Anhalten auf der Startbahn) |
| RLLS          | Runway Lead-in Lightning System                                                         | |
| RLS           | Remote Light Sensor                                                                     | Fern-Lichtsensor (Boeing 747) |
| RLY           | Relay                                                                                   | Relais |
| RM            | Remark                                                                                  | Bemerkung (USA – in PIREPs) |
| RMI           | Radio Magnetic Indicator                                                                | Funkkompassanzeiger; kombiniertes Anzeigegerät für Funknavigationsanlagen (VOR, NDB) und Radiokompass.                                                                                                   |
| RMD           | Miscellaneous Dangerous Goods (Risk Miscellaneous Dangerous) (Cargo Code)               | verschiedene Gefahrengüter (Gefahrgutklasse) |
| RMK           | Remark                                                                                  | Bemerkung |
| RMLG          | Right Main Landing Gear                                                                 | rechtes Hauptfahrwerk – Fahrwerk (Flugzeug) |
| RMP           | Radio Management Panel                                                                  | |
| RMS           | Root Mean Square                                                                        | Quadratisches Mittel |
| RMT           | Remaining Time                                                                          | |
| RMVL          | Removal                                                                                 | |
| RMZ           | Radio Mandatory Zone                                                                    | Luftraum mit Pflicht zur Hörbereitschaft um Flugplätze mit IFR An-/und Abflugverfahren, für die kein Luftraum D (CTR) vorliegt (ehemals Luftraum F)                                                      |
| RN            | Radar Navigation                                                                        | |
| RN            | Right Nose                                                                              | vorne rechts |
| RNAV          | Area Navigation, Random Area Navigation                                                 | Flächennavigation |
| RNG           | Non-Flammable and Non-Toxic Gas (Cargo Code)                                            | Nichtbrennbares, ungiftiges Gas (Gefahrgutklasse) |
| RNG           | Range (Radio Range, Fuel Range)                                                         | Reichweite |
| RNG ARC       | Range Arc                                                                               | |
| RNP           | Required Navigation Performance                                                         | |
| RNP I         | Required Air Navigation Performance                                                     | Mindestnavigationsausrüstung; Flugzeuge in diesem Luftraum, Wegabschnitt oder Prozedur müssen genau navigieren können (auf 0,5 NM, z. B. RNP 10)                                                         |
| RNPC I        | Required Air Navigation Performance Capability                                          | siehe: RNP |
| RNV           | Area navigation                                                                         | RNAV -Area Navigation; Flächennavigation |
| RNZAF         | Royal New Zealand Air Force                                                             | Neuseeländische Luftwaffe |
| RO            | Roll Out                                                                                | (Boeing 747) |
| ROC           | Rate of Climb                                                                           | Steigrate (gemessen in FPM) |
| ROC           | Required Obstacle Clearance                                                             | erforderliche Hindernisfreihöhe |
| ROCC          | Region Operations Control Center                                                        | |
| ROD           | Rate Of Descent                                                                         | Sinkrate (gemessen in FPM) |
| ROFOR         | Route Forecast                                                                          | Streckenwettervorhersage |
| ROM           | Read Only Memory                                                                        | Nur-Lese-Speicher |
| RON           | Receiving Only                                                                          | empfängt nur |
| RON           | Remain Overnight                                                                        | Die Besatzung übernachtet woanders, als an der Heimatbasis; meist auch das Flugzeug – es muss entsprechend gesichert werden (Abdeckungen, verzurren)                                                     |
| ROP           | Organic Peroxid (Cargo Code)                                                            | Peroxyd (Gefahrgutklasse) |
| ROPS          | Runway Overrun Prevention System                                                        | |
| ROS           | Route Oriented Scheme                                                                   | |
| ROSA          | Radar Open System Architecture                                                          | |
| ROT           | Runway Occupancy Time                                                                   | |
| ROT           | Rotation                                                                                | Umdrehung |
| ROT           | Rate One Turn                                                                           | Standardkurve – 3°/Sekunde = = 180°/1 Minute = 360°/2 Minuten = 2-Minuten-Kreis |
| ROV           |                                                                                         | Raumordnungsverfahren |
| ROX           | Oxidizing Substances (Cargo Code)                                                       | oxydierende Substanzen (Gefahrgutklasse) |
| RP            | Reporting Point                                                                         | Meldepunkt |
| RP            | Rotation Point                                                                          | Rotationspunkt |
| RPB           | Toxic Substances (Cargo Code)                                                           | Giftige Substanzen (Gefahrgutklasse) |
| RPG           | Toxic Gas (Cargo Code)                                                                  | Giftiges Gas |
| RPI           | Runway Point of Intercept                                                               | |
| RPIG          | Reporting                                                                               | berichten |
| RPL           | Repetitive Flight Plan                                                                  | Dauerflugplan |
| RPLC          | Replace                                                                                 | ersetzen |
| RPI           | Runway Point of Interception                                                            | |
| RPK           | Revenue Passenger Kilometre                                                             | Passagier- oder Sitzkilometer |
| RPM           | Revolutions Per Minute                                                                  | Umdrehungen pro Minute (Propellerdrehzahl, Turbinendrehzahl) |
| RPT           | Repeat                                                                                  | wiederholen; ich wiederhole |
| RPT           | Report                                                                                  | berichten (Sie) |
| RPT           | Regular Public Transport                                                                | |
| RPTG          | Reporting                                                                               | berichten |
| RPTING        | Repeating                                                                               | wiederholen |
| RPU           | Receiver Processor Unit                                                                 | Empfänger-Verarbeitungs-Einheit (siehe Omega-Navigationsverfahren) |
| RPV           | Remotely Piloted Vehicle                                                                | ferngesteuertes Fluggerät |
| RPZ           | Runway Protection Zone                                                                  | |
| RQR           | Required                                                                                | erforderlich |
| RQRD          | Required                                                                                | erforderlich |
| RQRS          | Requires                                                                                | erfordert |
| RQS           | Request Supplementary Flight Plan Message                                               | Anforderung einer Flugplanergänzungsmeldung |
| RR            | Railroad                                                                                | Eisenbahnschiene |
| RR            | Low or Medium Frequency Radio Range Station                                             | |
| RR            | Right Rear                                                                              | hinten rechts |
| RR            | Rolls-Royce                                                                             | Internationaler Konzern, Hersteller von Triebwerken |
| RR            | Ram Rise                                                                                | hinten rechts die Differenz zwischen Total Air Temperature und Static Air Temperature |
| R/R           | Re-registered                                                                           | |
| R&R           | Rest and Recovery                                                                       | Ruhe und Erholung |
| RRD           | Rolls-Royce Deutschland                                                                 | |
| RRJ           | Russian Regional Jet                                                                    | Suchoi Superjet 100 |
| RRL           | Runway Remaining Lights                                                                 | |
| RRRCAT        | Radioactive Category (Cargo Code)                                                       | Radioaktive Gefahrenklasse (Gefahrgutklasse) |
| RRT           | Rerouting                                                                               | Umleitungs-Streckenführung |
| RRW           | Radioactive Material (Cargo Code)                                                       | Radioaktives Material (Gefahrgutklasse) |
| RRWDS         | Radar Remote Weather Display System                                                     | Echtzeit Wetterradarsystem in den USA – mit Doppler-System |
| RRY           | Radioactive Material (Cargo Code)                                                       | Radioaktives Material (Gefahrgutklasse) |
| RRZ           | Radar Regulation Zone                                                                   | |
| RSB           | Polymeric Beads or Granules (Cargo Code)                                                | Polymerperlen oder Granulat (Gefahrgutklasse) |
| RSBN          | Radiotechnizscheskaja systema blischneij nawigaci (russ.), TACAN-like navigation system | Ein russisches ziviles und militärisches Funknavigationssystem, das dem VOR-Drehfunkfeuer ähnelt |
| RSC           | Rescue Sub-Centre                                                                       | SAR-Unterleitstelle |
| RSC           | Runway Surface Conditions                                                               | Startbahnoberflächenbeschaffenheit |
| RSC           | Substances Liable to Spontaneous Combustion (Cargo Code)                                | Substanden, die zur spontanen Selbstentzündung neigen |
| RSDU          | Radar Storm Detection Unit                                                              | |
| RSEP          | Rudder System Enhancement Program                                                       | |
| RSP           | Respond Beacon                                                                          | Antwortsender |
| RSR           | Reinstated Cancelled Flight                                                             | Bereits gestrichener Flug wurde wieder in Kraft gesetzt |
| RSR           | En-Route Surveillance Radar                                                             | Streckenrundsichtradar |
| RST           | Reset                                                                                   | Neustart; auf einen definierten Startzustand zurücksetzen |
| RSS           | Relaxed Static Stability                                                                | ein Flugzeug mit reduzierter Stabilität hat die Tendenz auszubrechen und muss deshalb von Computern und Fly-by-Wire gesteuert werden (z. B. Lockheed F-117), dagegen fliegt z. B. eine Cessna 150 stabil |
| RST           | Restaurant                                                                              | Restaurant |
| RSTD          | Restricted                                                                              | eingeschränkt |
| RSTRCTD       | Restricted                                                                              | eingeschränkt |
| RSTRCTNS      | Restrictions                                                                            | Einschränkungen |
| RSV           | Reserve                                                                                 | Reserve (z. B. RTE RSV – Route Reserve – Reservetreibstoff für die Flugroute; reserve fuel) |
| RSVM          | Reduced Vertical Separation Minima                                                      | Reduzierte Vertikalstaffelung (häufiger Buchstabendreher – statt RVSM, wie es richtig heißen müsste) |
| RSVR          | Reservoir                                                                               | |
| RT            | Right Turn                                                                              | Rechtskurve |
| RT            | Right                                                                                   | rechtes |
| RT            | Remote Terminal                                                                         | |
| RT            | Rate of Turn                                                                            | Drehgeschwindigkeit (meist als Grad je Minute angegeben) – wird mit dem Wendezeiger gemessen |
| R/T           | Radio Telephony                                                                         | Flugfunk; Sprechfunk |
| R/T           | Receiver/Transmitter                                                                    | Empfänger/Sender |
| RTA           | Required Time of Arrival                                                                | |
| RTB           | Return to Base                                                                          | |
| RTC           | Real Time Clock                                                                         | |
| RTCA          | Radio Technical Commission for Aeronautics                                              | (USA – Washington, D.C.) |
| RTD           | Retarded                                                                                | verspätet (gemeldete Wettermeldung – Terminal Aerodrome Forecast – TAF) |
| RTE           | Route                                                                                   | Strecke |
| RTE DATA      | Route Data                                                                              | Streckendaten |
| RTF           | Radio Telephony; Radio Telephone                                                        | Sprechfunk, Sprechfunkgerät |
| RTH           | Rettungshubschrauber                                                                    | |
| RTN           | Return                                                                                  | |
| RTO           | Rejected Take-Off                                                                       | Startabbruch (wörtlich: zurückgewiesener Start)- z. B. eine Voreinstellung an den Bremsen |
| R-TO          | Reduced Take-Off                                                                        | reduzierte Startleistung |
| RTOP          | Reduced Take-Off Power                                                                  | |
| RTOP          | Radiotelephone Operator Permit                                                          | Sprechfunkzeugnis (z. B. FCC RTOP – amerikanisches Sprechfunkzeugnis) |
| RTOW          | Regulatory Take Off Weight                                                              | |
| RTP           | Radio Tuning Panel                                                                      | |
| RTR           | Remote Transmitter/Receiver                                                             | Ferngesteuertes Funkgerät |
| RTR           | Rotor                                                                                   | z. B. Rotor Overspeed (Hubschrauber) |
| R/TRU         | Regulated Transformer Rectifier Unit                                                    | Regulierte Transformator-Gleichrichter-Einheit; siehe: TRU |
| RTS           | Returned to Service, Return to Service                                                  | Wieder in Betrieb |
| RTT           | Radio Teletype                                                                          | Funkfernschreiber |
| RTT           | Rate Two Turn                                                                           | Doppelt schnelle Standardkurve (Luftfahrt) – 6°/Sekunde = = 180°/30 Sekunden = 360°/1 Minute |
| RTTY          | Radio Teletype                                                                          | Funkfernschreiben |
| RTU           | Radio Tuning Unit                                                                       | Funkfrequenzwähleinrichtung |
| RTW           | Round-the-World                                                                         | Round-the-World-Ticket |
| RUD           | Rudder                                                                                  | Seitenruder |
| RUF           | Rough                                                                                   | rau |
| RUNB          | starts the elapsed time (ET) display                                                    | (Uhr im Cockpit) startet die Anzeige der verstrichenen Zeit (ET) |
| RUT           | Standard Regional Route Transmitting Frequency                                          | Regionale Streckenfrequenzen |
| RV            | Rescue Vessel                                                                           | Rettungsboot |
| RV            | Radar Vector                                                                            | |
| RVDT          | Rotary Variable Displacement Transducer, Rotary Variable Differential Transducer        | (Boeing 747) |
| RVML          | Raw Vegetarian Meal (Catering Code)                                                     | vegetarisches rohes Essen – siehe: Flugzeugessen |
| RVR           | Runway Visual Range                                                                     | Landebahnsichtweite; die amtlich festgestellte Sichtweite auf der Landebahn; z. B. RVR 24 bedeutet: Eine Sicht von 2.400 m                                                                               |
| RVR           | River                                                                                   | Fluss |
| RVSM          | Reduced Vertical Separation Minima                                                      | Reduzierte Vertikalstaffelung (1000 ft) oberhalb FL 290 (bisher 2000 ft) |
| RVSR          | Reverser                                                                                | Schubumkehr |
| RVV           | Runway Visibility Value                                                                 | |
| RW            | Right Wing                                                                              | rechte Tragfläche |
| RW            | Ramp Weight                                                                             | Gewicht vor dem Anlassen der Triebwerke (take-off weight + taxi fuel) |
| R/W, RW       | Runway                                                                                  | Start-/Landebahn; Piste |
| RWA           | Relative Wind Angle                                                                     | Der Winkel zwischen der Windrichtung und dem rechtweisenden Steuerkurs bzw. der Flugzeuglängsachse |
| RWC           | Runway Weight Charts                                                                    | |
| rwK           | True course (TC)                                                                        | Rechtweisender Kurs |
| rwN           | True North (TN)                                                                         | Rechtweisend Nord – zeigt zum geografischen Nordpol |
| RWR           | Radar Warning Receiver                                                                  | Radarwarnempfänger /-anlage |
| rwSK          | True Heading (TH)                                                                       | Rechtweisender Steuerkurs |
| RWY           | Runway                                                                                  | Start- und Landebahn |
| RX            | Receive; Receiver                                                                       | |
| RXB           | Explosives (Cargo Code)                                                                 | Explosivmaterial |
| RXC           | Explosives (Cargo Code)                                                                 | Explosivmaterial |
| RXD           | Explosives (Cargo Code)                                                                 | Explosivmaterial |
| RXE           | Explosives (Cargo Code)                                                                 | Explosivmaterial |
| RXG           | Explosives (Cargo Code)                                                                 | Explosivmaterial |
| RXS           | Explosives (Cargo Code)                                                                 | Explosivmaterial – darf in Passagierflugzeugen transportiert werden |
| RZ            | Reference Zero                                                                          | Bezugsfläche Null |
| RZ            | Return to Zero                                                                          | (Boeing 747) |

zum Buchstabenanfang – R … (zum Anfang der Liste) … (zum nächsten Buchstaben – S)